# Liste des ministres français des Affaires étrangères
Pour les autres articles nationaux ou selon les autres juridictions, voir Ministre des Affaires étrangères.
Cet article donne la liste des membres du gouvernement français chargés des Affaires étrangères. Ils dirigent le ministère des Affaires étrangères. Le ministre actuel est Jean-Noël Barrot, dans le gouvernement François Bayrou.
Le nom exact de la fonction peut varier à chaque nomination. Les dates indiquées sont les dates de prise ou de cessation des fonctions, qui sont en général la veille de la date de publication du décret de nomination au Journal officiel.

## Ancien Régime (1547-1789)
Ils étaient alors généralement appelés secrétaires d'État des Affaires étrangères.
| Ministre                                                                      | Ministre                                           | Ministre                                               | Ministre                                                          | Gouvernement          |
| ----------------------------------------------------------------------------- | -------------------------------------------------- | ------------------------------------------------------ | ----------------------------------------------------------------- | --------------------- |
| 1er avril 1547 - 1567 Claude II de L'Aubespine, seigneur d’Hauterive          | 1547 – 1558 : Guillaume Bochetel                   | 1er avril 1547 – 1558 : Jean Duthier                   |                                                                   | Ministres de Henri II |
| 1er avril 1547 - 1567 Claude II de L'Aubespine, seigneur d’Hauterive          | 1558 - 1567 Jacques Bourdin, seigneur de Villeines | 1558 - 1567 Florimond II Robertet, seigneur de Fresnes |                                                                   | Ministres de Henri II |
| 1er avril 1547 - 1567 Claude II de L'Aubespine, seigneur d’Hauterive          | 1558 - 1567 Jacques Bourdin, seigneur de Villeines | 1558 - 1567 Florimond II Robertet, seigneur de Fresnes | Ministres de François II                                          |                       |
| 1er avril 1547 - 1567 Claude II de L'Aubespine, seigneur d’Hauterive          | 1558 - 1567 Jacques Bourdin, seigneur de Villeines | 1558 - 1567 Florimond II Robertet, seigneur de Fresnes | Ministres de Charles IX                                           |                       |
| 8 juillet 1567 - septembre 1570 Claude III de l’Aubespine, comte d’Hauterive  | 1558 - 1567 Jacques Bourdin, seigneur de Villeines | 1567 - 1569 Florimond III Robertet, baron d'Alluye     |                                                                   |                       |
| 8 juillet 1567 - septembre 1570 Claude III de l’Aubespine, comte d’Hauterive  | 22 octobre 1567 - 1579 Simon Fizes, baron de Sauve | 1567 - 1569 Florimond III Robertet, baron d'Alluye     | 28 octobre 1567 - 1588 Nicolas de Neufville, seigneur de Villeroy |                       |
| 8 juillet 1567 - septembre 1570 Claude III de l’Aubespine, comte d’Hauterive  | 22 octobre 1567 - 1579 Simon Fizes, baron de Sauve | 8 juin 1569 - 1588 Pierre Brûlart, seigneur de Genlis  | 28 octobre 1567 - 1588 Nicolas de Neufville, seigneur de Villeroy |                       |
| 13 septembre 1570 - 1588 Claude Pinart, seigneur de Comblisy et de Cramailles | 22 octobre 1567 - 1579 Simon Fizes, baron de Sauve |                                                        | 28 octobre 1567 - 1588 Nicolas de Neufville, seigneur de Villeroy |                       |
| Ministres de Henri III                                                        | 22 octobre 1567 - 1579 Simon Fizes, baron de Sauve |                                                        | 28 octobre 1567 - 1588 Nicolas de Neufville, seigneur de Villeroy |                       |
|                                                                               |                                                    |                                                        | 28 octobre 1567 - 1588 Nicolas de Neufville, seigneur de Villeroy |                       |

| Ministre | Début              | Fin                | Gouvernement            |
| Henri III | Henri III          | Henri III          | Henri III               |
| --- | ------------------ | ------------------ | ----------------------- |
| Louis de Revol                                                                                               | 1er janvier 1589   | 17 septembre 1594  | Ministres de Henri III  |
| Henri IV |                    |                    |                         |
| Nicolas de Neufville de Villeroy                                                                             | 30 décembre 1594   | 9 août 1616        | Ministres de Henri IV   |
| Marie de Médicis (Régence)                                                                                   |                    |                    |                         |
| Claude Mangot de Villeran d'Orgères de Villarceaux                                                           | 9 août 1616        | 30 novembre 1616   | Ministres de Louis XIII |
| Armand Jean du Plessis de Richelieu de Fronsac                                                               | 30 novembre 1616   | 24 avril 1617      | Ministres de Louis XIII |
| Louis XIII                                                                                                   |                    |                    |                         |
| Pierre Brûlart de Sillery de Puisieux                                                                        | 24 avril 1617      | 5 février 1624     | Ministres de Louis XIII |
| Raymond Phélypeaux d'Herbault de La Vrillière                                                                | 11 mars 1626       | 2 mai 1629         | Ministres de Louis XIII |
| Claude Bouthillier de Foulletourte de Pont de Chavigny                                                       | 2 mai 1629         | 18 mars 1632       | Ministres de Louis XIII |
| Léon Bouthillier de Chavigny de Buzançais                                                                    | 18 mars 1632       | 23 juin 1643       | Ministres de Louis XIII |
| Anne d'Autriche (Régence)                                                                                    |                    |                    |                         |
| Henri-Auguste de Loménie de Brienne de La Ville-aux-Clercs                                                   | 23 juin 1643       | 3 avril 1663       | Ministres de Louis XIV  |
| Louis XIV |                    |                    |                         |
| Hugues de Lionne de Fresnes de Berny                                                                         | 3 avril 1663       | 1er septembre 1671 | Ministres de Louis XIV  |
| François Michel Le Tellier de Louvois (intérim)                                                              | 1er septembre 1671 | janvier 1672       | Ministres de Louis XIV  |
| Simon Arnauld d'Andilly de Pomponne                                                                          | 16 janvier 1672    | 18 novembre 1679   | Ministres de Louis XIV  |
| Charles Colbert de Croissy                                                                                   | 18 novembre 1679   | 26 juillet 1696    | Ministres de Louis XIV  |
| Jean-Baptiste Colbert de Torcy                                                                               | 26 juillet 1696    | 23 septembre 1715  | Ministres de Louis XIV  |
| Philippe, duc d'Orléans (Régence)                                                                            |                    |                    |                         |
| Nicolas Chalon du Blé d'Uxelles de Cormatin (porte la responsabilité sous la polysynodie, mais pas le titre) | 23 septembre 1715  | 1er septembre 1718 | Ministres de Louis XV   |
| Guillaume, abbé puis cardinal Dubois                                                                         | 24 septembre 1718  | 10 août 1723       | Ministres de Louis XV   |
| Louis XV |                    |                    |                         |
| Charles-Jean-Baptiste Fleuriau de Morville, comte d'Armenonville                                             | 16 août 1723       | 19 août 1727       | Ministres de Louis XV   |
| Germain-Louis Chauvelin, marquis de Grosbois                                                                 | 23 août 1727       | 20 février 1737    | Ministres de Louis XV   |
| Jean-Jacques Amelot de Chaillou, marquis de Combronde                                                        | 22 février 1737    | 26 avril 1744      | Ministres de Louis XV   |
| Adrien Maurice, duc de Noailles                                                                              | 26 avril 1744      | 19 novembre 1744   | Ministres de Louis XV   |
| René Louis de Voyer de Paulmy, marquis d'Argenson                                                            | 19 novembre 1744   | 10 janvier 1747    | Ministres de Louis XV   |
| Louis Philogène Brûlart de Sillery, marquis de Puisieulx                                                     | 27 janvier 1747    | 9 septembre 1751   | Ministres de Louis XV   |
| François-Dominique Barberie de Saint-Contest, marquis de La Châteigneraie                                    | 11 septembre 1751  | 24 juillet 1754    | Ministres de Louis XV   |
| Antoine Louis Rouillé, comte de Jouy                                                                         | 24 juillet 1754    | 28 juin 1757       | Ministres de Louis XV   |
| François-Joachim de Pierre de Bernis, abbé puis cardinal de Bernis                                           | 28 juin 1757       | 9 octobre 1758     | Ministres de Louis XV   |
| Étienne-François de Choiseul-Beaupré-Stainville                                                              | 3 décembre 1758    | 13 octobre 1761    | Ministres de Louis XV   |
| César Gabriel de Choiseul-Chevigny, duc de Praslin                                                           | 13 octobre 1761    | 10 avril 1766      | Ministres de Louis XV   |
| Étienne François, duc de Choiseul                                                                            | 10 avril 1766      | 24 décembre 1770   | Ministres de Louis XV   |
| Louis Phélypeaux, duc de La Vrillère                                                                         | 24 décembre 1770   | 6 juin 1771        | Ministres de Louis XV   |
| Emmanuel-Armand de Vignerot du Plessis-Richelieu                                                             | 6 juin 1771        | 2 juin 1774        | Ministres de Louis XV   |
| Louis XVI |                    |                    |                         |
| Henri Bertin                                                                                                 | 2 juin 1774        | 21 juillet 1774    | Ministres de Louis XVI  |
| Charles Gravier, comte de Vergennes                                                                          | 21 juillet 1774    | 13 février 1787    | Ministres de Louis XVI  |
| Armand Marc de Montmorin, comte de Saint-Hérem                                                               | 14 février 1787    | 13 juillet 1789    | Ministres de Louis XVI  |

## Révolution, Convention et Directoire (1789-1799)
| Ministre                                                | Intitulé                              | Autre exécutif                      | Intitulé                                                                       | Début              | Fin                | Gouvernement                                                   |
| Louis XVI                                               | Louis XVI                             | Louis XVI                           | Louis XVI                                                                      | Louis XVI          | Louis XVI          | Louis XVI                                                      |
| ------------------------------------------------------- | ------------------------------------- | ----------------------------------- | ------------------------------------------------------------------------------ | ------------------ | ------------------ | -------------------------------------------------------------- |
| Paul-François de Quelen de La Vauguyon                  | Ministre des Affaires étrangères      | Aucun                               | Aucun                                                                          | 13 juillet 1789    | 16 juillet 1789    | Cent-Heures                                                    |
| Armand Marc de Montmorin Saint-Hérem                    | Ministre des Affaires étrangères      | Aucun                               | Aucun                                                                          | 16 juillet 1789    | 29 novembre 1791   | Ministres de Louis XVI (monarchie constitutionnelle française) |
| Claude Antoine de Valdec de Lessart                     | Ministre des Affaires étrangères      | Aucun                               | Aucun                                                                          | 29 novembre 1791   | 15 mars 1792       | Ministres de Louis XVI (monarchie constitutionnelle française) |
| Charles François du Perrier du Mouriez                  | Ministre des Affaires étrangères      | Aucun                               | Aucun                                                                          | 15 mars 1792       | 13 juin 1792       | Ministres de Louis XVI (monarchie constitutionnelle française) |
| Pierre-Paul de Méredieu de Naillac                      | Ministre des Affaires étrangères      | Aucun                               | Aucun                                                                          | 13 juin 1792       | 18 juin 1792       | Ministres de Louis XVI (monarchie constitutionnelle française) |
| Victor-Scipion-Charles-Auguste de La Garde de Chambonas | Ministre des Affaires étrangères      | Aucun                               | Aucun                                                                          | 18 juin 1792       | 1er août 1792      | Ministres de Louis XVI (monarchie constitutionnelle française) |
| Claude Bigot de Sainte-Croix                            | Ministre des Affaires étrangères      | Aucun                               | Aucun                                                                          | 1er août 1792      | 10 août 1792       | Ministres de Louis XVI (monarchie constitutionnelle française) |
| Convention                                              |                                       |                                     |                                                                                |                    |                    |                                                                |
| Pierre Henri Hélène Lebrun-Tondu                        | Ministre des Affaires étrangères      | Aucun                               | Aucun                                                                          | 10 août 1792       | 6 avril 1793       | Ministres de la Convention (Conseil exécutif)                  |
| Pierre Henri Hélène Lebrun-Tondu                        | Ministre des Affaires étrangères      | Bertrand Barère                     | Membre du Comité de Salut Public (affaires étrangères, marine, aff militaires) | 6 avril 1793       | 21 juin 1793       | Comité de salut public                                         |
| François-Louis Chemin des Forgues                       | Ministre des Affaires étrangères      | Bertrand Barère                     | Membre du Comité de Salut Public (affaires étrangères, marine, aff militaires) | 21 juin 1793       | 9 avril 1794       | Comité de salut public                                         |
| Philibert Buchot                                        | Ministre des Affaires étrangères      | Bertrand Barère                     | Membre du Comité de Salut Public (affaires étrangères, marine, aff militaires) | 9 avril 1794       | 20 avril 1794      | Comité de salut public                                         |
| Philibert Buchot                                        | Commissaire aux Relations Extérieures | Bertrand Barère                     | Membre du Comité de Salut Public (affaires étrangères, marine, aff militaires) | 20 avril 1794      | 31 juillet 1794    | Comité de salut public                                         |
| Philibert Buchot                                        | Commissaire aux Relations Extérieures | Bertrand Barère                     | Membre du Comité de Salut Public (affaires étrangères, marine, aff militaires) | 31 juillet 1794    | 1er septembre 1794 | Convention thermidorienne                                      |
| Philibert Buchot                                        | Commissaire aux Relations Extérieures | Aucun                               | Aucun                                                                          | 1er septembre 1794 | 3 novembre 1794    | Convention thermidorienne                                      |
| Michel-Ange Mangourit                                   | Commissaire aux Relations Extérieures | Aucun                               | Aucun                                                                          | 3 novembre 1794    | 21 novembre 1794   | Convention thermidorienne                                      |
| André-François Miot de Mélito                           | Commissaire aux Relations Extérieures | Aucun                               | Aucun                                                                          | 21 novembre 1794   | 19 février 1795    | Convention thermidorienne                                      |
| Jean-Victor Colchen                                     | Commissaire aux Relations Extérieures | Aucun                               | Aucun                                                                          | 19 février 1795    | 5 mars 1795        | Convention thermidorienne                                      |
| Jean-Victor Colchen                                     | Commissaire aux Relations Extérieures | Jean-François Reubell               | Membre du Comité de Salut Public (diplomatie)                                  | 5 mars 1795        | 3 juillet 1795     | Convention thermidorienne                                      |
| Jean-Victor Colchen                                     | Commissaire aux Relations Extérieures | Emmanuel-Joseph Sieyès              | Membre du Comité de Salut Public (relations extérieures)                       | 5 mars 1795        | 3 juillet 1795     | Convention thermidorienne                                      |
| Jean-Victor Colchen                                     | Commissaire aux Relations Extérieures | Philippe-Antoine Merlin de Douai    | Membre du Comité de Salut Public (relations extérieures)                       | 5 avril 1795       | 3 juin 1795        | Convention thermidorienne                                      |
| Jean-Victor Colchen                                     | Commissaire aux Relations Extérieures | Jean-Baptiste Treilhard             | Membre du Comité de Salut Public (Guerre et Affaires étrangères)               | 5 mai 1795         | 2 août 1795        | Convention thermidorienne                                      |
| Jean-Victor Colchen                                     | Commissaire aux Relations Extérieures | François-Antoine de Boissy d'Anglas | Membre du Comité de Salut Public (relations extérieures)                       | 3 juillet 1795     | 3 novembre 1795    | Convention thermidorienne                                      |
| Jean-Victor Colchen                                     | Commissaire aux Relations Extérieures | Jean Antoine Debry                  | Membre du Comité de Salut Public (relations extérieures)                       | 3 juillet 1795     | 3 novembre 1795    | Convention thermidorienne                                      |
| Jean-Victor Colchen                                     | Commissaire aux Relations Extérieures | Jean-Baptiste Louvet de Couvray     | Membre du Comité de Salut Public (relations extérieures)                       | 3 juillet 1795     | 3 novembre 1795    | Convention thermidorienne                                      |
| Jean-Victor Colchen                                     | Commissaire aux Relations Extérieures | Emmanuel-Joseph Sieyès              | Membre du Comité de Salut Public (diplomatie)                                  | 2 août 1795        | 3 novembre 1795    | Convention thermidorienne                                      |
| Directoire                                              |                                       |                                     |                                                                                |                    |                    |                                                                |
| Charles-François Delacroix                              | Ministre des Relations extérieures    | Jean-François Reubell               | Directeur (Aff étrangères, Justice, Finances)                                  | 3 novembre 1795    | 15 juillet 1797    | Ministres du Directoire                                        |
| Charles-Maurice de Talleyrand-Périgord                  | Ministre des Relations extérieures    | Jean-François Reubell               | Directeur (Aff étrangères, Justice, Finances)                                  | 16 juillet 1797    | 16 mai 1799        | Ministres du Directoire                                        |
| Charles-Maurice de Talleyrand-Périgord                  | Ministre des Relations extérieures    | Aucun                               | Aucun                                                                          | 16 mai 1799        | 20 juillet 1799    | Ministres du Directoire                                        |
| Charles-Frédéric Reinhard                               | Ministre des Relations extérieures    | Aucun                               | Aucun                                                                          | 20 juillet 1799    | 10 novembre 1799   | Ministres du Directoire                                        |

## Consulat et Premier Empire (1799-1814)
| Ministre                               | Intitulé                           | Ministre délégué ou secrétaire d'État | Intitulé     | Début            | Fin              | Gouvernement                    |
| Napoléon Ier                           | Napoléon Ier                       | Napoléon Ier                          | Napoléon Ier | Napoléon Ier     | Napoléon Ier     | Napoléon Ier                    |
| -------------------------------------- | ---------------------------------- | ------------------------------------- | ------------ | ---------------- | ---------------- | ------------------------------- |
| Charles-Frédéric Reinhard              | Ministre des Relations extérieures | Aucun                                 | Aucun        | 11 novembre 1799 | 22 novembre 1799 | Gouvernement du Consulat        |
| Charles-Maurice de Talleyrand-Périgord | Ministre des Relations extérieures | Aucun                                 | Aucun        | 22 novembre 1799 | 14 mai 1804      | Gouvernement du Consulat        |
| Charles-Maurice de Talleyrand-Périgord | Ministre des Relations extérieures | Aucun                                 | Aucun        | 18 mai 1804      | 9 août 1807      | Ministres de Napoléon Ier       |
| Jean-Baptiste Nompère de Champagny     | Ministre des Relations extérieures | Aucun                                 | Aucun        | 9 août 1807      | 17 avril 1811    | Ministres de Napoléon Ier       |
| Hugues-Bernard Maret                   | Ministre des Relations extérieures | Aucun                                 | Aucun        | 17 avril 1811    | 20 novembre 1813 | Ministres de Napoléon Ier       |
| Armand Augustin Louis de Caulaincourt  | Ministre des Relations extérieures | Aucun                                 | Aucun        | 20 novembre 1813 | 1er avril 1814   | Ministres de Napoléon Ier       |
| Antoine de Laforêt                     | Ministre des Affaires étrangères   | Aucun                                 | Aucun        | 3 avril 1814     | 13 mai 1814      | Gouvernement provisoire de 1814 |

## Première Restauration (1814-1815)
| Ministre                               | Intitulé                         | Ministre délégué ou secrétaire d'État | Intitulé    | Début       | Fin          | Gouvernement      |
| Louis XVIII                            | Louis XVIII                      | Louis XVIII                           | Louis XVIII | Louis XVIII | Louis XVIII  | Louis XVIII       |
| -------------------------------------- | -------------------------------- | ------------------------------------- | ----------- | ----------- | ------------ | ----------------- |
| Charles-Maurice de Talleyrand-Périgord | Ministre des Affaires étrangères | Aucun                                 | Aucun       | 13 mai 1814 | 20 mars 1815 | de Blacas d'Aulps |

## Cent-Jours (1815)
| Ministre                              | Intitulé                         | Ministre délégué ou secrétaire d'État | Intitulé                                       | Début        | Fin            | Gouvernement                |
| Napoléon Ier                          | Napoléon Ier                     | Napoléon Ier                          | Napoléon Ier                                   | Napoléon Ier | Napoléon Ier   | Napoléon Ier                |
| ------------------------------------- | -------------------------------- | ------------------------------------- | ---------------------------------------------- | ------------ | -------------- | --------------------------- |
| Armand Augustin Louis de Caulaincourt | Ministre des Affaires étrangères | Louis Bignon                          | Sous-secrétaire d'État aux Affaires étrangères | 20 mars 1815 | 22 juin 1815   | Gouvernement des Cent-Jours |
| Armand Augustin Louis de Caulaincourt | Ministre des Affaires étrangères | Louis-Guillaume Otto                  | Sous-secrétaire d'État aux Affaires étrangères | 20 mars 1815 | 22 juin 1815   | Gouvernement des Cent-Jours |
| Napoléon II                           |                                  |                                       |                                                |              |                |                             |
| Louis Bignon                          | Ministre des Affaires étrangères | Aucun                                 | Aucun                                          | 22 juin 1815 | 7 juillet 1815 | Commission Napoléon II      |

## Seconde Restauration (1815-1830)
| Ministre                                              | Intitulé                                    | Ministre délégué ou secrétaire d'État               | Intitulé                                       | Début             | Fin               | Gouvernement                                          |
| Louis XVIII                                           | Louis XVIII                                 | Louis XVIII                                         | Louis XVIII                                    | Louis XVIII       | Louis XVIII       | Louis XVIII                                           |
| ----------------------------------------------------- | ------------------------------------------- | --------------------------------------------------- | ---------------------------------------------- | ----------------- | ----------------- | ----------------------------------------------------- |
| Charles-Maurice de Talleyrand-Périgord                | Président du Conseil et Affaires étrangères | Aucun                                               | Aucun                                          | 9 juillet 1815    | 26 septembre 1815 | Talleyrand 2                                          |
| Armand-Emmanuel du Plessis de Richelieu               | Président du Conseil et Affaires étrangères | Aucun                                               | Aucun                                          | 26 septembre 1815 | 29 décembre 1818  | Richelieu 1                                           |
| Jean-Joseph Dessolles                                 | Président du Conseil et Affaires étrangères | Aucun                                               | Aucun                                          | 29 décembre 1818  | 19 novembre 1819  | Dessolle                                              |
| Étienne-Denis Pasquier                                | Ministre des Affaires étrangères            | Aucun                                               | Aucun                                          | 19 novembre 1819  | 20 février 1820   | Decazes                                               |
| Étienne-Denis Pasquier                                | Ministre des Affaires étrangères            | Aucun                                               | Aucun                                          | 20 février 1820   | 14 décembre 1821  | Richelieu 2                                           |
| Étienne-Denis Pasquier                                | Ministre des Affaires étrangères            | Maximilien Gérard de Rayneval                       | Sous-secrétaire d'État aux Affaires étrangères | 17 octobre 1820   | 14 décembre 1821  | Richelieu 2                                           |
| Mathieu de Montmorency-Laval                          | Ministre des Affaires étrangères            | Aucun                                               | Aucun                                          | 14 décembre 1821  | 28 décembre 1822  | Villèle                                               |
| François-René de Chateaubriand                        | Ministre des Affaires étrangères            | Aucun                                               | Aucun                                          | 28 décembre 1822  | 4 août 1824       | Villèle                                               |
| Ange Hyacinthe Maxence de Damas                       | Ministre des Affaires étrangères            | Aucun                                               | Aucun                                          | 4 août 1824       | 4 janvier 1828    | Villèle                                               |
| Charles X                                             |                                             |                                                     |                                                |                   |                   |                                                       |
| Auguste Ferron de La Ferronnays                       | Ministre des Affaires étrangères            | Aucun                                               | Aucun                                          | 4 janvier 1828    | 24 avril 1829     | Martignac                                             |
| Anne-Adrien-Pierre de Montmorency-Laval               | Ministre des Affaires étrangères            | Aucun                                               | Aucun                                          | 24 avril 1829     | 14 mai 1829       | Martignac                                             |
| Joseph-Marie Portalis                                 | Ministre des Affaires étrangères            | Aucun                                               | Aucun                                          | 14 mai 1829       | 8 août 1829       | Martignac                                             |
| Jules de Polignac                                     | Ministre des Affaires étrangères            | Aucun                                               | Aucun                                          | 8 août 1829       | 31 juillet 1830   | Polignac                                              |
| Jules de Polignac                                     | Ministre des Affaires étrangères            | Marie-Louis Auguste de Martin du Tyrac de Marcellus | Sous-secrétaire d'État aux Affaires étrangères | 9 septembre 1829  | 31 juillet 1830   | Polignac                                              |
| Casimir-Louis-Victurnien de Rochechouart de Mortemart | Président du Conseil et Affaires étrangères | Aucun                                               | Aucun                                          | 29 juillet 1830   | 1er août 1830     | Duc de Mortemart                                      |
| Édouard Bignon                                        | Ministre des Affaires étrangères            | Aucun                                               | Aucun                                          | 31 juillet 1830   | 1er août 1830     | Ministère nommé par la commission municipale de Paris |

## Monarchie de Juillet (1830-1848)
| Ministre               | Intitulé                                    | Ministre délégué ou secrétaire d'État | Intitulé           | Début              | Fin                | Gouvernement         |
| Louis-Philippe Ier     | Louis-Philippe Ier                          | Louis-Philippe Ier                    | Louis-Philippe Ier | Louis-Philippe Ier | Louis-Philippe Ier | Louis-Philippe Ier   |
| ---------------------- | ------------------------------------------- | ------------------------------------- | ------------------ | ------------------ | ------------------ | -------------------- |
| Jean-Baptiste Jourdan  | Ministre des Affaires étrangères            | Aucun                                 | Aucun              | 1er août 1830      | 11 août 1830       | Ministère provisoire |
| Mathieu Molé           | Ministre des Affaires étrangères            | Aucun                                 | Aucun              | 11 août 1830       | 2 novembre 1830    | Louis-Philippe Ier   |
| Nicolas-Joseph Maison  | Ministre des Affaires étrangères            | Aucun                                 | Aucun              | 2 novembre 1830    | 17 novembre 1830   | Laffitte             |
| Horace Sébastiani      | Ministre des Affaires étrangères            | Aucun                                 | Aucun              | 17 novembre 1830   | 13 mars 1831       | Laffitte             |
| Horace Sébastiani      | Ministre des Affaires étrangères            | Aucun                                 | Aucun              | 13 mars 1831       | 11 octobre 1832    | Perier               |
| Victor de Broglie      | Ministre des Affaires étrangères            | Aucun                                 | Aucun              | 11 octobre 1832    | 4 avril 1834       | Soult 1              |
| Henri de Rigny         | Ministre des Affaires étrangères            | Aucun                                 | Aucun              | 4 avril 1834       | 18 juillet 1834    | Soult 1              |
| Henri de Rigny         | Ministre des Affaires étrangères            | Aucun                                 | Aucun              | 18 juillet 1834    | 10 novembre 1834   | Gérard               |
| Charles-Joseph Bresson | Ministre des Affaires étrangères            | Aucun                                 | Aucun              | 10 novembre 1834   | 18 novembre 1834   | Maret                |
| Henri de Rigny         | Ministre des Affaires étrangères            | Aucun                                 | Aucun              | 18 novembre 1834   | 12 mars 1835       | Mortier              |
| Victor de Broglie      | Président du Conseil et Affaires étrangères | Aucun                                 | Aucun              | 12 mars 1835       | 22 février 1836    | Broglie              |
| Adolphe Thiers         | Président du Conseil et Affaires étrangères | Aucun                                 | Aucun              | 22 février 1836    | 6 septembre 1836   | Thiers 1             |
| Mathieu Molé           | Président du Conseil et Affaires étrangères | Aucun                                 | Aucun              | 6 septembre 1836   | 31 mars 1839       | Molé                 |
| Louis Napoléon Lannes  | Ministre des Affaires étrangères            | Aucun                                 | Aucun              | 31 mars 1839       | 12 mai 1839        | Gasparin             |
| Jean-de-Dieu Soult     | Président du Conseil et Affaires étrangères | Aucun                                 | Aucun              | 12 mai 1839        | 1er mars 1840      | Soult 2              |
| Adolphe Thiers         | Président du Conseil et Affaires étrangères | Aucun                                 | Aucun              | 1er mars 1840      | 29 octobre 1840    | Thiers 2             |
| François Guizot        | Ministre des Affaires étrangères            | Aucun                                 | Aucun              | 29 octobre 1840    | 18 septembre 1847  | Soult 3              |
| François Guizot        | Président du Conseil et Affaires étrangères | Aucun                                 | Aucun              | 18 septembre 1847  | 24 février 1848    | Guizot 3             |

## Deuxième République (1848-1851)
| Ministre                               | Intitulé                         | Ministre délégué ou secrétaire d'État | Intitulé                                       | Début                           | Fin                             | Gouvernement                    |
| Gouvernement provisoire de 1848        | Gouvernement provisoire de 1848  | Gouvernement provisoire de 1848       | Gouvernement provisoire de 1848                | Gouvernement provisoire de 1848 | Gouvernement provisoire de 1848 | Gouvernement provisoire de 1848 |
| -------------------------------------- | -------------------------------- | ------------------------------------- | ---------------------------------------------- | ------------------------------- | ------------------------------- | ------------------------------- |
| Alphonse de Lamartine                  | Ministre des Affaires Étrangères | Aucun                                 | Aucun                                          | 24 février 1848                 | 11 mai 1848                     | Gouvernement provisoire de 1848 |
| Jules Bastide                          | Ministre des Affaires étrangères | Jules Favre                           | Sous-secrétaire d'État aux Affaires Étrangères | 11 mai 1848                     | 28 juin 1848                    | Commission exécutive            |
| Louis Eugène Cavaignac                 |                                  |                                       |                                                |                                 |                                 |                                 |
| Jules Bastide                          | Ministre des Affaires Étrangères | Aucun                                 | Aucun                                          | 28 juin 1848                    | 29 juin 1848                    | Cavaignac                       |
| Alphonse Bedeau                        | Ministre des Affaires Étrangères | Aucun                                 | Aucun                                          | 29 juin 1848                    | 17 juillet 1848                 | Cavaignac                       |
| Jules Bastide                          | Ministre des Affaires Étrangères | Aucun                                 | Aucun                                          | 17 juillet 1848                 | 20 décembre 1848                | Cavaignac                       |
| Présidence de Louis-Napoléon Bonaparte |                                  |                                       |                                                |                                 |                                 |                                 |
| Édouard Drouyn de Lhuys                | Ministre des Affaires Étrangères | Aucun                                 | Aucun                                          | 20 décembre 1848                | 2 juin 1849                     | Barrot 1                        |
| Alexis de Tocqueville                  | Ministre des Affaires Étrangères | Aucun                                 | Aucun                                          | 2 juin 1849                     | 31 octobre 1849                 | Barrot 2                        |
| Alphonse de Rayneval                   | Ministre des Affaires Étrangères | Aucun                                 | Aucun                                          | 31 octobre 1849                 | 17 novembre 1849                | Hautpoul                        |
| Jean Ernest Ducos de La Hitte          | Ministre des Affaires Étrangères | Aucun                                 | Aucun                                          | 17 novembre 1849                | 9 janvier 1851                  | Hautpoul                        |
| Édouard Drouyn de Lhuys                | Ministre des Affaires Étrangères | Aucun                                 | Aucun                                          | 9 janvier 1851                  | 24 janvier 1851                 | Hautpoul                        |
| Anatole Brénier de Renaudière          | Ministre des Affaires Étrangères | Aucun                                 | Aucun                                          | 24 janvier 1851                 | 10 avril 1851                   | Rouher                          |
| Pierre Jules Baroche                   | Ministre des Affaires Étrangères | Aucun                                 | Aucun                                          | 10 avril 1851                   | 26 octobre 1851                 | Faucher                         |
| Louis Félix Étienne, marquis de Turgot | Ministre des Affaires Étrangères | Aucun                                 | Aucun                                          | 26 octobre 1851                 | 3 décembre 1851                 | Bonaparte                       |

## Second Empire (1851-1870)
| Ministre                               | Intitulé                         | Ministre délégué ou secrétaire d'État | Intitulé     | Début              | Fin                | Gouvernement                |
| Napoléon III                           | Napoléon III                     | Napoléon III                          | Napoléon III | Napoléon III       | Napoléon III       | Napoléon III                |
| -------------------------------------- | -------------------------------- | ------------------------------------- | ------------ | ------------------ | ------------------ | --------------------------- |
| Louis Félix Étienne, marquis de Turgot | Ministre des Affaires Étrangères | Aucun                                 | Aucun        | 3 décembre 1851    | 22 janvier 1852    | Bonaparte 1                 |
| Louis Félix Étienne, marquis de Turgot | Ministre des Affaires Étrangères | Aucun                                 | Aucun        | 22 janvier 1852    | 28 juillet 1852    | Bonaparte 2                 |
| Édouard Drouyn de Lhuys                | Ministre des Affaires Étrangères | Aucun                                 | Aucun        | 28 juillet 1852    | 2 décembre 1852    | Bonaparte 2                 |
| Édouard Drouyn de Lhuys                | Ministre des Affaires Étrangères | Aucun                                 | Aucun        | 2 décembre 1852    | 7 mai 1855         | Bonaparte 3                 |
| Alexandre Colonna Walewski             | Ministre des Affaires Étrangères | Aucun                                 | Aucun        | 7 mai 1855         | 4 janvier 1860     | Bonaparte 3                 |
| Pierre Jules Baroche (intérim)         | Ministre des Affaires Étrangères | Aucun                                 | Aucun        | 4 janvier 1860     | 24 janvier 1860    | Bonaparte 3                 |
| Édouard Thouvenel                      | Ministre des Affaires Étrangères | Aucun                                 | Aucun        | 24 janvier 1860    | 15 octobre 1862    | Bonaparte 3                 |
| Édouard Drouyn de Lhuys                | Ministre des Affaires Étrangères | Aucun                                 | Aucun        | 15 octobre 1862    | 1er septembre 1866 | Bonaparte 3                 |
| Charles de La Valette (intérim)        | Ministre des Affaires Étrangères | Aucun                                 | Aucun        | 1er septembre 1866 | 2 octobre 1866     | Bonaparte 3                 |
| Léonel de Moustier                     | Ministre des Affaires Étrangères | Aucun                                 | Aucun        | 2 octobre 1866     | 17 décembre 1868   | Bonaparte 3                 |
| Charles de La Valette                  | Ministre des Affaires Étrangères | Aucun                                 | Aucun        | 17 décembre 1868   | 17 juillet 1869    | Bonaparte 3                 |
| Henri de La Tour d'Auvergne-Lauraguais | Ministre des Affaires Étrangères | Aucun                                 | Aucun        | 17 juillet 1869    | 2 janvier 1870     | Bonaparte 4                 |
| Napoléon Daru                          | Ministre des Affaires Étrangères | Aucun                                 | Aucun        | 2 janvier 1870     | 14 avril 1870      | Ollivier                    |
| Émile Ollivier (intérim)               | Ministre des Affaires Étrangères | Aucun                                 | Aucun        | 14 avril 1870      | 15 mai 1870        | Ollivier                    |
| Antoine de Gramont                     | Ministre des Affaires Étrangères | Aucun                                 | Aucun        | 15 mai 1870        | 10 août 1870       | Ollivier                    |
| Henri de La Tour d'Auvergne-Lauraguais | Ministre des Affaires Étrangères | Aucun                                 | Aucun        | 10 août 1870       | 4 septembre 1870   | Cousin-Montauban de Palikao |

## Troisième République (1870-1940)
| Ministre                                    | Ministre                        | Intitulé                                                               | Parti                                                                    | Ministre délégué ou secrétaire d'État                                                                     | Intitulé                                                                     | Début                           | Fin                                           | Gouvernement                                                     |
| Gouvernement provisoire de 1870             | Gouvernement provisoire de 1870 | Gouvernement provisoire de 1870                                        | Gouvernement provisoire de 1870                                          | Gouvernement provisoire de 1870                                                                           | Gouvernement provisoire de 1870                                              | Gouvernement provisoire de 1870 | Gouvernement provisoire de 1870               | Gouvernement provisoire de 1870                                  |
| ------------------------------------------- | ------------------------------- | ---------------------------------------------------------------------- | ------------------------------------------------------------------------ | --- | ---------------------------------------------------------------------------- | ------------------------------- | --------------------------------------------- | ---------------------------------------------------------------- |
|                                             | Jules Favre                     | Ministre des Affaires étrangères                                       | Gauche républicaine                                                      | Aucun | Aucun                                                                        | 4 septembre 1870                | 19 février 1871                               | Louis Trochu                                                     |
| Présidence d'Adolphe Thiers                 |                                 |                                                                        |                                                                          | |                                                                              |                                 |                                               |                                                                  |
|                                             | Jules Favre                     | Ministre des Affaires étrangères                                       | Gauche républicaine                                                      | Aucun | Aucun                                                                        | 19 février 1871                 | 2 août 1871                                   | Dufaure 1                                                        |
|                                             | Charles de Rémusat              | Ministre des Affaires étrangères                                       | Centre gauche                                                            | Aucun | Aucun                                                                        | 2 août 1871                     | 18 mai 1873                                   | Dufaure 1                                                        |
| 18 mai 1873                                 | Charles de Rémusat              | Ministre des Affaires étrangères                                       | Centre gauche                                                            | Aucun | Aucun                                                                        | 25 mai 1873                     | Dufaure 2                                     |                                                                  |
| Présidence de Patrice de Mac Mahon          |                                 |                                                                        |                                                                          | |                                                                              |                                 |                                               |                                                                  |
|                                             | Albert de Broglie               | Vice-Président du Conseil et Affaires étrangères                       | Orléaniste                                                               | Aucun | Aucun                                                                        | 25 mai 1873                     | 26 novembre 1873                              | Broglie 1                                                        |
|                                             | Louis Decazes                   | Ministre des Affaires étrangères                                       | Orléaniste                                                               | Aucun | Aucun                                                                        | 26 novembre 1873                | 23 novembre 1877                              | Broglie 2 et 3, Courtot de Cissey, Buffet, Dufaure 3 et 4, Simon |
|                                             | Gaston de Banneville            | Ministre des Affaires étrangères                                       |                                                                          | Aucun | Aucun                                                                        | 23 novembre 1877                | 13 décembre 1877                              | Grimaudet de Rochebouët                                          |
|                                             | William Waddington              | Ministre des Affaires étrangères                                       | Centre gauche                                                            | Aucun | Aucun                                                                        | 13 décembre 1877                | 4 février 1879                                | Dufaure 5                                                        |
| Présidence de Jules Grévy                   |                                 |                                                                        |                                                                          | |                                                                              |                                 |                                               |                                                                  |
|                                             | William Waddington              | Président du Conseil et Affaires étrangères                            | Centre gauche                                                            | Aucun | Aucun                                                                        | 4 février 1879                  | 28 décembre 1879                              | Waddington                                                       |
|                                             | Charles de Freycinet            | Président du Conseil et Affaires étrangères                            | Gauche républicaine                                                      | Aucun | Aucun                                                                        | 28 décembre 1879                | 23 septembre 1880                             | Freycinet 1                                                      |
|                                             | Jules Barthélemy-Saint-Hilaire  | Ministre des Affaires étrangères                                       | Gauche républicaine                                                      | Horace de Choiseul-Praslin                                                                                | Sous-secrétaire d'État aux Affaires étrangères                               | 23 septembre 1880               | 14 novembre 1881                              | Ferry 1                                                          |
|                                             | Léon Gambetta                   | Président du Conseil et Affaires étrangères                            | Union républicaine                                                       | Eugène Spuller                                                                                            | Sous-secrétaire d'État à la présidence du Conseil et aux Affaires étrangères | 14 novembre 1881                | 30 janvier 1882                               | Gambetta                                                         |
|                                             | Charles de Freycinet            | Président du Conseil et Affaires étrangères                            | Gauche républicaine                                                      | Aucun | Aucun                                                                        | 30 janvier 1882                 | 7 août 1882                                   | Freycinet 2                                                      |
|                                             | Charles Duclerc                 | Président du Conseil et Affaires étrangères                            | Gauche républicaine                                                      | Aucun | Aucun                                                                        | 7 août 1882                     | 29 janvier 1883                               | Duclerc                                                          |
|                                             | Armand Fallières (intérim)      | Ministre des Affaires étrangères                                       | Gauche républicaine                                                      | Aucun | Aucun                                                                        | 29 janvier 1883                 | 21 février 1883                               | Fallières                                                        |
|                                             | Paul-Armand Challemel-Lacour    | Ministre des Affaires étrangères                                       | Union républicaine                                                       | Aucun | Aucun                                                                        | 21 février 1883                 | 20 novembre 1883                              | Ferry 2                                                          |
|                                             | Jules Ferry                     | Président du Conseil et Affaires étrangères                            | Gauche républicaine                                                      | Aucun | Aucun                                                                        | 20 novembre 1883                | 6 avril 1885                                  | Ferry 2                                                          |
|                                             | Charles de Freycinet            | Ministre des Affaires étrangères                                       | Gauche républicaine                                                      | Aucun | Aucun                                                                        | 6 avril 1885                    | 7 janvier 1886                                | Brisson 1                                                        |
| Président du Conseil et Affaires étrangères | Charles de Freycinet            | 7 janvier 1886                                                         | Gauche républicaine                                                      | Aucun | Aucun                                                                        | 11 décembre 1886                | Freycinet 3                                   |                                                                  |
|                                             | Émile Flourens                  | Ministre des Affaires étrangères                                       | Union des gauches (Gauche républicaine)                                  | Aucun | Aucun                                                                        | 13 décembre 1886                | 12 décembre 1887                              | Goblet, Rouvier 1                                                |
| Présidence de Sadi Carnot                   |                                 |                                                                        |                                                                          | |                                                                              |                                 |                                               |                                                                  |
|                                             | Émile Flourens                  | Ministre des Affaires étrangères                                       | Union des gauches (Union démocratique)                                   | Aucun | Aucun                                                                        | 12 décembre 1887                | 3 avril 1888                                  | Tirard 1                                                         |
|                                             | René Goblet                     | Ministre des Affaires étrangères                                       | Gauche radicale                                                          | Aucun | Aucun                                                                        | 3 avril 1888                    | 22 février 1889                               | Floquet                                                          |
|                                             | Eugène Spuller                  | Ministre des Affaires étrangères                                       | Union des gauches (Union démocratique)                                   | Aucun | Aucun                                                                        | 22 février 1889                 | 17 mars 1890                                  | Tirard 2                                                         |
|                                             | Alexandre Ribot                 | Ministre des Affaires étrangères                                       | Union des gauches (Union libérale)                                       | Aucun | Aucun                                                                        | 17 mars 1890                    | 6 décembre 1892                               | Freycinet 4, Loubet                                              |
| Président du Conseil et Affaires étrangères | Alexandre Ribot                 | 6 décembre 1892                                                        | Union des gauches (Union libérale)                                       | Aucun | Aucun                                                                        | 11 janvier 1893                 | Ribot 1                                       |                                                                  |
|                                             | Jules Develle                   | Ministre des Affaires étrangères                                       | Union des gauches (Union républicaine)                                   | Aucun | Aucun                                                                        | 11 janvier 1893                 | 3 décembre 1893                               | Ribot 2, Dupuy 1                                                 |
|                                             | Jean Casimir-Perier             | Président du Conseil et Affaires étrangères                            | Républicains de gouvernement (ANR)                                       | Aucun | Aucun                                                                        | 3 décembre 1893                 | 30 mai 1894                                   | Casimir-Perier                                                   |
|                                             | Gabriel Hanotaux                | Ministre des Affaires étrangères                                       | Républicain opportuniste                                                 | Aucun | Aucun                                                                        | 30 mai 1894                     | 1er juillet 1894                              | Dupuy 2                                                          |
| Présidence de Jean Casimir-Perier           |                                 |                                                                        |                                                                          | |                                                                              |                                 |                                               |                                                                  |
|                                             | Gabriel Hanotaux                | Ministre des Affaires étrangères                                       | Républicain opportuniste                                                 | Aucun | Aucun                                                                        | 1er juillet 1894                | 26 janvier 1895                               | Dupuy 3                                                          |
| Présidence de Félix Faure                   |                                 |                                                                        |                                                                          | |                                                                              |                                 |                                               |                                                                  |
|                                             | Gabriel Hanotaux                | Ministre des Affaires étrangères                                       | Républicain opportuniste                                                 | Aucun | Aucun                                                                        | 26 janvier 1895                 | 1er novembre 1895                             | Ribot 3                                                          |
|                                             | Marcellin Berthelot             | Ministre des Affaires étrangères                                       | Gauche radicale                                                          | Aucun | Aucun                                                                        | 1er novembre 1895               | 28 mars 1896                                  | Bourgeois                                                        |
|                                             | Léon Bourgeois                  | Président du Conseil et Affaires étrangères                            | Gauche radicale                                                          | Aucun | Aucun                                                                        | 28 mars 1896                    | 29 avril 1896                                 | Bourgeois                                                        |
|                                             | Gabriel Hanotaux                | Ministre des Affaires étrangères                                       | Républicain opportuniste                                                 | Aucun | Aucun                                                                        | 29 avril 1896                   | 28 juin 1898                                  | Méline                                                           |
|                                             | Théophile Delcassé              | Ministre des Affaires étrangères                                       | Gauche radicale                                                          | Aucun | Aucun                                                                        | 28 juin 1898                    | 18 février 1899                               | Brisson 2, Dupuy 4                                               |
| Présidence d'Émile Loubet                   |                                 |                                                                        |                                                                          | |                                                                              |                                 |                                               |                                                                  |
|                                             | Théophile Delcassé              | Ministre des Affaires étrangères                                       | Radical indépendant                                                      | Aucun | Aucun                                                                        | 18 février 1899                 | 24 janvier 1905                               | Dupuy 5, Waldeck-Rousseau, Combes                                |
| 24 janvier 1905                             | Théophile Delcassé              | Ministre des Affaires étrangères                                       | Radical indépendant                                                      | Aucun | Aucun                                                                        | 6 juin 1905                     | Rouvier 2                                     |                                                                  |
|                                             | Maurice Rouvier                 | Ministre des Affaires étrangères (intérim)                             | AD                                                                       | Aucun | Aucun                                                                        | 6 juin 1905                     | Rouvier 2                                     | 17 juin 1905                                                     |
| Président du Conseil et Affaires étrangères | Maurice Rouvier                 | 17 juin 1905                                                           | AD                                                                       | Aucun | Aucun                                                                        | 18 février 1906                 | Rouvier 2                                     |                                                                  |
| Présidence d'Armand Fallières               |                                 |                                                                        |                                                                          | |                                                                              |                                 |                                               |                                                                  |
|                                             | Maurice Rouvier                 | Président du Conseil et Affaires étrangères                            | AD                                                                       | Aucun | Aucun                                                                        | 18 février 1906                 | 14 mars 1906                                  | Rouvier 3                                                        |
|                                             | Léon Bourgeois                  | Ministre des Affaires étrangères                                       | PRRRS                                                                    | Aucun | Aucun                                                                        | 14 mars 1906                    | 25 octobre 1906                               | Sarrien                                                          |
|                                             | Stephen Pichon                  | Ministre des Affaires étrangères                                       | PRRRS                                                                    | Aucun | Aucun                                                                        | 25 octobre 1906                 | 2 mars 1911                                   | Clemenceau 1, Briand 1 et 2                                      |
|                                             | Jean Cruppi                     | Ministre des Affaires étrangères                                       | PRRRS                                                                    | Aucun | Aucun                                                                        | 2 mars 1911                     | 27 juin 1911                                  | Monis                                                            |
|                                             | Justin de Selves                | Ministre des Affaires étrangères                                       | AD                                                                       | Aucun | Aucun                                                                        | 27 juin 1911                    | 14 janvier 1912                               | Caillaux                                                         |
|                                             | Raymond Poincaré                | Président du Conseil et Affaires étrangères                            | AD                                                                       | Aucun | Aucun                                                                        | 14 janvier 1912                 | 21 janvier 1913                               | Poincaré 1                                                       |
|                                             | Charles Jonnart                 | Ministre des Affaires étrangères                                       | AD                                                                       | Aucun | Aucun                                                                        | 21 janvier 1913                 | 18 février 1913                               | Briand 3                                                         |
| Présidence de Raymond Poincaré              |                                 |                                                                        |                                                                          | |                                                                              |                                 |                                               |                                                                  |
|                                             | Charles Jonnart                 | Ministre des Affaires étrangères                                       | AD                                                                       | Aucun | Aucun                                                                        | 18 février 1913                 | 22 mars 1913                                  | Briand 4                                                         |
|                                             | Stephen Pichon                  | Ministre des Affaires étrangères                                       | PRRRS                                                                    | Aucun | Aucun                                                                        | 22 mars 1913                    | 9 décembre 1913                               | Barthou                                                          |
|                                             | Gaston Doumergue                | Président du Conseil et Affaires étrangères                            | PRRRS                                                                    | Aucun | Aucun                                                                        | 9 décembre 1913                 | 9 juin 1914                                   | Doumergue 1                                                      |
|                                             | Léon Bourgeois                  | Ministre des Affaires étrangères                                       | PRRRS                                                                    | Aucun | Aucun                                                                        | 9 juin 1914                     | 13 juin 1914                                  | Ribot 4                                                          |
|                                             | René Viviani                    | Président du Conseil et Affaires étrangères                            | PRS                                                                      | Abel Ferry                                                                                                | Sous-secrétaire d'État à la présidence du Conseil et aux Affaires étrangères | 13 juin 1914                    | 3 août 1914                                   | Viviani 1                                                        |
|                                             | Gaston Doumergue                | Ministre des Affaires étrangères                                       | PRRRS                                                                    | Abel Ferry                                                                                                | Sous-secrétaire d'État aux Affaires étrangères                               | 3 août 1914                     | 26 août 1914                                  | Viviani 1                                                        |
|                                             | Théophile Delcassé              | Ministre des Affaires étrangères                                       | Radical indépendant                                                      | Abel Ferry                                                                                                | Sous-secrétaire d'État aux Affaires étrangères                               | 26 août 1914                    | 13 octobre 1915                               | Viviani 2                                                        |
|                                             | René Viviani                    | Président du Conseil et Affaires étrangères                            | PRS                                                                      | Abel Ferry                                                                                                | Sous-secrétaire d'État aux Affaires étrangères                               | 13 octobre 1915                 | 29 octobre 1915                               | Viviani 2                                                        |
|                                             | Aristide Briand                 | Président du Conseil et Affaires étrangères                            | PRS                                                                      | Aucun | Aucun                                                                        | 29 octobre 1915                 | 20 mars 1917                                  | Briand 5 et 6                                                    |
|                                             | Alexandre Ribot                 | Président du Conseil et Affaires étrangères                            | FR                                                                       | Aucun | Aucun                                                                        | 20 mars 1917                    | 10 avril 1917                                 | Ribot 5                                                          |
| Charles Guernier                            | Alexandre Ribot                 | Président du Conseil et Affaires étrangères                            | FR                                                                       | Haut-Commissaire auprès du gouvernement britannique pour le règlement des affaires maritimes interalliées | 10 avril 1917                                                                | 12 septembre 1917               |                                               | Ribot 5                                                          |
| André Tardieu                               | Alexandre Ribot                 | Président du Conseil et Affaires étrangères                            | FR                                                                       | Haut-Commissaire aux États-Unis                                                                           | 15 avril 1917                                                                | 12 septembre 1917               |                                               | Ribot 5                                                          |
| Ministre des Affaires étrangères            | Alexandre Ribot                 | Aucun                                                                  | Aucun                                                                    | 12 septembre 1917                                                                                         | 23 octobre 1917                                                              | Painlevé 1                      |                                               |                                                                  |
| Ministre des Affaires étrangères            |                                 | Aucun                                                                  | Aucun                                                                    | Louis Barthou                                                                                             | AD                                                                           | Painlevé 1                      | 23 octobre 1917                               | 16 novembre 1917                                                 |
| Ministre des Affaires étrangères            |                                 | Aucun                                                                  | Aucun                                                                    | Stephen Pichon                                                                                            | PRRRS                                                                        | 16 novembre 1917                | 17 avril 1918                                 | Clemenceau 2                                                     |
| Ministre des Affaires étrangères            | André Tardieu                   | Haut-Commissaire aux États-Unis                                        | 17 avril 1918                                                            | Stephen Pichon                                                                                            | PRRRS                                                                        | 26 juin 1918                    |                                               | Clemenceau 2                                                     |
| Ministre des Affaires étrangères            | André Tardieu                   | Commissaire général aux Affaires de guerre franco-américaines          | 26 juin 1918                                                             | Stephen Pichon                                                                                            | PRRRS                                                                        | 1er avril 1919                  |                                               | Clemenceau 2                                                     |
| Ministre des Affaires étrangères            | Aucun                           | Aucun                                                                  | 1er avril 1919                                                           | Stephen Pichon                                                                                            | PRRRS                                                                        | 20 janvier 1920                 |                                               | Clemenceau 2                                                     |
|                                             | Aucun                           | Aucun                                                                  | Alexandre Millerand                                                      | Président du Conseil et Affaires étrangères                                                               | Indépendant                                                                  | 20 janvier 1920                 | 18 février 1920                               | Millerand 1                                                      |
| Présidence de Paul Deschanel                |                                 |                                                                        |                                                                          | |                                                                              |                                 |                                               |                                                                  |
|                                             | Alexandre Millerand             | Président du Conseil et Affaires étrangères                            | Indépendant                                                              | Aucun | Aucun                                                                        | 18 février 1920                 | 24 septembre 1920                             | Millerand 2                                                      |
| Présidence d'Alexandre Millerand            |                                 |                                                                        |                                                                          | |                                                                              |                                 |                                               |                                                                  |
|                                             | Georges Leygues                 | Président du Conseil et Affaires étrangères                            | AD                                                                       | Aucun | Aucun                                                                        | 24 septembre 1920               | 16 janvier 1921                               | Leygues                                                          |
|                                             | Aristide Briand                 | Président du Conseil et Affaires étrangères                            | PRS                                                                      | Aucun | Aucun                                                                        | 16 janvier 1921                 | 15 janvier 1922                               | Briand 7                                                         |
|                                             | Raymond Poincaré                | Président du Conseil et Affaires étrangères                            | AD                                                                       | Aucun | Aucun                                                                        | 15 janvier 1922                 | 9 juin 1924                                   | Poincaré 2 et 3                                                  |
|                                             | Edmond Lefebvre du Prey         | Ministre des Affaires étrangères                                       | FR                                                                       | Aucun | Aucun                                                                        | 9 juin 1924                     | 14 juin 1924                                  | François-Marsal                                                  |
| Présidence de Gaston Doumergue              |                                 |                                                                        |                                                                          | |                                                                              |                                 |                                               |                                                                  |
|                                             | Édouard Herriot                 | Président du Conseil et Affaires étrangères                            | PRRRS                                                                    | Aucun | Aucun                                                                        | 14 juin 1924                    | 17 avril 1925                                 | Herriot 1                                                        |
|                                             | Aristide Briand                 | Ministre des Affaires étrangères                                       | PRS                                                                      | Aucun | Aucun                                                                        | 17 avril 1925                   | 29 octobre 1925                               | Painlevé 2                                                       |
| 29 octobre 1925                             | Aristide Briand                 | Ministre des Affaires étrangères                                       | PRS                                                                      | Aucun | Aucun                                                                        | 10 novembre 1925                | Painlevé 3                                    |                                                                  |
| Henry de Jouvenel                           | Aristide Briand                 | Ministre des Affaires étrangères                                       | PRS                                                                      | Haut-Commissaire en Syrie et au Liban                                                                     | 10 novembre 1925                                                             | 28 novembre 1925                | Painlevé 3                                    |                                                                  |
| Henry de Jouvenel                           | Aristide Briand                 | Président du Conseil et Affaires étrangères                            | PRS                                                                      | Haut-Commissaire en Syrie et au Liban                                                                     | 28 novembre 1925                                                             | 9 mars 1926                     | Briand 8                                      |                                                                  |
| Henry de Jouvenel                           | Aristide Briand                 | Président du Conseil et Affaires étrangères                            | PRS                                                                      | Haut-Commissaire en Syrie et au Liban                                                                     | 9 mars 1926                                                                  | 23 juin 1926                    | Briand 9                                      |                                                                  |
| Charles Daniélou                            | Aristide Briand                 | Président du Conseil et Affaires étrangères                            | PRS                                                                      | Sous-secrétaire d'État à la présidence du Conseil et aux Affaires étrangères                              | 9 mars 1926                                                                  | 23 juin 1926                    | Briand 9                                      |                                                                  |
| Charles Daniélou                            | Aristide Briand                 | Président du Conseil et Affaires étrangères                            | PRS                                                                      | Sous-secrétaire d'État à la présidence du Conseil et aux Affaires étrangères                              | 23 juin 1926                                                                 | 19 juillet 1926                 | Briand 10                                     |                                                                  |
|                                             | Édouard Herriot                 | Président du Conseil et Affaires étrangères                            | PRRRS                                                                    | Albert Milhaud                                                                                            | Sous-secrétaire d'État aux Affaires étrangères                               | 19 juillet 1926                 | 23 juillet 1926                               | Herriot 2                                                        |
|                                             | Aristide Briand                 | Ministre des Affaires étrangères                                       | PRS                                                                      | Aucun | Aucun                                                                        | 23 juillet 1926                 | 29 juillet 1929                               | Poincaré 4 et 5                                                  |
| Président du Conseil et Affaires étrangères | Aristide Briand                 | 29 juillet 1929                                                        | PRS                                                                      | Aucun | Aucun                                                                        | 3 novembre 1929                 | Briand 11                                     |                                                                  |
| Ministre des Affaires étrangères            | Aristide Briand                 | 3 novembre 1929                                                        | PRS                                                                      | Aucun | Aucun                                                                        | 13 juin 1931                    | Tardieu 1 et 2, Chautemps 1, Steeg et Laval 1 |                                                                  |
| Présidence de Paul Doumer                   |                                 |                                                                        |                                                                          | |                                                                              |                                 |                                               |                                                                  |
|                                             | Aristide Briand                 | Ministre des Affaires étrangères                                       | PRS                                                                      | Aucun | Aucun                                                                        | 13 juin 1931                    | 14 janvier 1932                               | Laval 2                                                          |
|                                             | Pierre Laval                    | Président du Conseil et Affaires étrangères                            | Indépendant                                                              | Aucun | Aucun                                                                        | 14 janvier 1932                 | 20 février 1932                               | Laval 3                                                          |
|                                             | André Tardieu                   | Président du Conseil et Affaires étrangères                            | AD                                                                       | Aucun | Aucun                                                                        | 20 février 1932                 | 3 juin 1932                                   | Tardieu 3                                                        |
| Présidence d'Albert Lebrun                  |                                 |                                                                        |                                                                          | |                                                                              |                                 |                                               |                                                                  |
|                                             | Édouard Herriot                 | Président du Conseil et Affaires étrangères                            | PRRRS                                                                    | Joseph Paganon                                                                                            | Sous-secrétaire d'État aux Affaires étrangères                               | 3 juin 1932                     | 18 décembre 1932                              | Herriot 3                                                        |
|                                             | Joseph Paul-Boncour             | Président du Conseil et Affaires étrangères                            | PRS                                                                      | Pierre Cot                                                                                                | Sous-secrétaire d'État aux Affaires étrangères                               | 18 décembre 1932                | 31 janvier 1933                               | Paul-Boncour                                                     |
| Ministre des Affaires étrangères            | Joseph Paul-Boncour             | Aucun                                                                  | Aucun                                                                    | 31 janvier 1933                                                                                           | 26 octobre 1933                                                              | Daladier 1                      |                                               |                                                                  |
| Ministre des Affaires étrangères            | Joseph Paul-Boncour             | François de Tessan                                                     | PRS                                                                      | Sous-secrétaire d'État aux Affaires étrangères                                                            | 26 octobre 1933                                                              | 30 janvier 1934                 | Sarraut 1 et Chautemps 2                      |                                                                  |
|                                             | Édouard Daladier                | Président du Conseil et Affaires étrangères                            | PRRRS                                                                    | Sous-secrétaire d'État aux Affaires étrangères                                                            | André Marie                                                                  | 30 janvier 1934                 | 9 février 1934                                | Daladier 2                                                       |
|                                             | Louis Barthou                   | Ministre des Affaires étrangères                                       | AD                                                                       | Aucun | Aucun                                                                        | 9 février 1934                  | 9 octobre 1934                                | Doumergue 2                                                      |
|                                             | Pierre Laval                    | Ministre des Affaires étrangères                                       | Indépendant                                                              | Aucun | Aucun                                                                        | 13 octobre 1934                 | 8 novembre 1934                               | Doumergue 2                                                      |
| 8 novembre 1934                             | Pierre Laval                    | Ministre des Affaires étrangères                                       | Indépendant                                                              | Aucun | Aucun                                                                        | 7 juin 1935                     | Flandin 1 et Bouisson                         |                                                                  |
| Président du Conseil et Affaires étrangères | Pierre Laval                    | Camille Blaisot                                                        | Indépendant                                                              | Sous-secrétaire d'État aux Affaires étrangères                                                            | 7 juin 1935                                                                  | 24 janvier 1936                 | Laval 4                                       |                                                                  |
|                                             | Pierre-Étienne Flandin          | Ministre des Affaires étrangères                                       | AD                                                                       | Joseph Paul-Boncour                                                                                       | Ministre d’État, délégué permanent à Genève                                  | 24 janvier 1936                 | 4 juin 1936                                   | Sarraut 2                                                        |
|                                             | Yvon Delbos                     | Ministre des Affaires étrangères                                       | PRRRS (Front populaire)                                                  | Pierre Viénot                                                                                             | Sous-secrétaire d'État aux Affaires étrangères                               | 4 juin 1936                     | 22 juin 1937                                  | Blum 1                                                           |
| François de Tessan                          | Yvon Delbos                     | Ministre des Affaires étrangères                                       | PRRRS (Front populaire)                                                  | 22 juin 1937                                                                                              | Sous-secrétaire d'État aux Affaires étrangères                               | 13 mars 1938                    | Chautemps 3 et 4                              |                                                                  |
|                                             | Joseph Paul-Boncour             | Ministre des Affaires étrangères                                       | USR (Front populaire)                                                    | Aucun | Aucun                                                                        | 13 mars 1938                    | 10 avril 1938                                 | Blum 2                                                           |
|                                             | Georges Bonnet                  | Ministre des Affaires étrangères                                       | PRRRS                                                                    | Aucun | Aucun                                                                        | 10 avril 1938                   | 13 septembre 1938                             | Daladier 3                                                       |
| Auguste Champetier de Ribes                 | Georges Bonnet                  | Ministre des Affaires étrangères                                       | PRRRS                                                                    | Sous-secrétaire d'État aux Affaires étrangères                                                            | 13 septembre 1938                                                            | 13 septembre 1939               |                                               | Daladier 3                                                       |
| Auguste Champetier de Ribes                 |                                 | Édouard Daladier                                                       | Président du Conseil, Défense nationale et Guerre et Affaires étrangères | Sous-secrétaire d'État aux Affaires étrangères                                                            | PRRRS                                                                        | 13 septembre 1939               | 21 mars 1940                                  | Daladier 3                                                       |
| Auguste Champetier de Ribes                 |                                 | Paul Reynaud                                                           | Président du Conseil et Affaires étrangères                              | Sous-secrétaire d'État aux Affaires étrangères                                                            | AD                                                                           | 21 mars 1940                    | 10 mai 1940                                   | Reynaud                                                          |
| Aucun                                       | Aucun                           | Paul Reynaud                                                           | Président du Conseil et Affaires étrangères                              | 10 mai 1940                                                                                               | AD                                                                           | 18 mai 1940                     |                                               | Reynaud                                                          |
| Aucun                                       | Aucun                           |                                                                        | Édouard Daladier                                                         | Ministre des Affaires étrangères                                                                          | PRRRS                                                                        | 18 mai 1940                     | 5 juin 1940                                   | Reynaud                                                          |
|                                             | Paul Reynaud                    | Président du Conseil, Défense nationale, Guerre et Affaires étrangères | AD                                                                       | Paul Baudouin                                                                                             | Sous-secrétaire d'État aux Affaires étrangères                               | 5 juin 1940                     | 16 juin 1940                                  | Reynaud                                                          |
|                                             | Paul Baudouin                   | Ministre des Affaires étrangères                                       | Indépendant                                                              | Aucun | Aucun                                                                        | 16 juin 1940                    | 12 juillet 1940                               | Pétain                                                           |

## Régime de Vichy (1940-1944)
| Ministre               | Intitulé | Ministre délégué ou secrétaire d'État | Intitulé        | Début            | Fin              | Gouvernement        |
| Philippe Pétain        | Philippe Pétain | Philippe Pétain                       | Philippe Pétain | Philippe Pétain  | Philippe Pétain  | Philippe Pétain     |
| ---------------------- | --- | ------------------------------------- | --------------- | ---------------- | ---------------- | ------------------- |
| Paul Baudouin          | Ministre secrétaire d’État des Affaires étrangères                                                                    | Aucun                                 | Aucun           | 12 juillet 1940  | 13 décembre 1940 | Laval 5 (à Vichy)   |
| Pierre-Étienne Flandin | Ministre secrétaire d’État aux Affaires étrangères                                                                    | Aucun                                 | Aucun           | 13 décembre 1940 | 9 février 1941   | Flandin 2 (à Vichy) |
| François Darlan        | Ministre secrétaire d’État aux Affaires étrangères et à la Marine                                                     | Aucun                                 | Aucun           | 10 février 1941  | 11 août 1941     | Darlan (à Vichy)    |
| François Darlan        | Vice-président du Conseil, ministre de la Défense nationale, secrétaire d'État aux Affaires étrangères et à la Marine | Aucun                                 | Aucun           | 11 août 1941     | 18 avril 1942    | Darlan (à Vichy)    |
| Pierre Laval           | Chef du gouvernement, ministre des Affaires étrangères, ministre de l'Intérieur et ministre de l'Information          | Aucun                                 |                 | 18 avril 1942    | 19 août 1944     | Laval 6 (à Vichy)   |

## Comité national français et Comité français de Libération nationale (1941-1944)
| Ministre          | Intitulé                                                     | Ministre délégué ou secrétaire d'État | Intitulé               | Début             | Fin               | Gouvernement                |
| Charles de Gaulle | Charles de Gaulle                                            | Charles de Gaulle                     | Charles de Gaulle      | Charles de Gaulle | Charles de Gaulle | Charles de Gaulle           |
| ----------------- | ------------------------------------------------------------ | ------------------------------------- | ---------------------- | ----------------- | ----------------- | --------------------------- |
| Maurice Dejean    | Commissaire national aux Affaires étrangères                 | Aucun                                 | Aucun                  | 24 septembre 1941 | 17 octobre 1942   | Comité national (à Londres) |
| René Pleven       | Commissaire national aux Affaires étrangères et aux Colonies | Aucun                                 | Aucun                  | 17 octobre 1942   | 5 février 1943    | Comité national (à Londres) |
| René Massigli     | Commissaire national aux Affaires étrangères                 | Aucun                                 | Aucun                  | 5 février 1943    | 7 juin 1943       | Comité national (à Londres) |
| René Massigli     | Commissaire aux Affaires étrangères                          | Aucun                                 | Aucun                  | 7 juin 1943       | 9 novembre 1943   | CFLN 1 (à Alger)            |
| René Massigli     | Commissaire aux Affaires étrangères                          | Jean Monnet                           | Commissaire en mission | 9 novembre 1943   | 26 août 1944      | CFLN 2 (à Alger)            |
| René Massigli     | Commissaire aux Affaires étrangères                          | Jean Monnet                           | Commissaire en mission | 26 août 1944      | 10 septembre 1944 | GPRF                        |

## Gouvernement provisoire de la République française et Quatrième République (1944-1959)
| Ministre                                           | Intitulé                                                                 | Ministre délégué ou secrétaire d'État              | Intitulé                                                   | Début                                              | Fin                                                | Gouvernement                                       |
| Gouvernement provisoire de la République française | Gouvernement provisoire de la République française                       | Gouvernement provisoire de la République française | Gouvernement provisoire de la République française         | Gouvernement provisoire de la République française | Gouvernement provisoire de la République française | Gouvernement provisoire de la République française |
| -------------------------------------------------- | ------------------------------------------------------------------------ | -------------------------------------------------- | ---------------------------------------------------------- | -------------------------------------------------- | -------------------------------------------------- | -------------------------------------------------- |
| Georges Bidault                                    | Ministre des Affaires étrangères                                         | Aucun                                              | Aucun                                                      | 10 septembre 1944                                  | 26 janvier 1946                                    | de Gaulle 1 et 2                                   |
| Georges Bidault                                    | Ministre des Affaires étrangères                                         | Pierre Schneiter                                   | Sous-secrétaire d'État aux Affaires étrangères             | 26 janvier 1946                                    | 24 juin 1946                                       | Gouin                                              |
| Georges Bidault                                    | Président du Gouvernement provisoire et ministre des Affaires étrangères | Pierre Schneiter                                   | Sous-secrétaire d'État aux Affaires étrangères             | 24 juin 1946                                       | 16 décembre 1946                                   | Bidault 1                                          |
| Léon Blum                                          | Président du Gouvernement provisoire et ministre des Affaires étrangères | Pierre-Olivier Lapie                               | Sous-secrétaire d'État aux Affaires étrangères             | 16 décembre 1946                                   | 22 janvier 1947                                    | Blum 3                                             |
| Présidence de Vincent Auriol                       |                                                                          |                                                    |                                                            |                                                    |                                                    |                                                    |
| Georges Bidault                                    | Ministre des Affaires étrangères                                         | Aucun                                              | Aucun                                                      | 22 janvier 1947                                    | 24 novembre 1947                                   | Ramadier 1 et 2                                    |
| Georges Bidault                                    | Ministre des Affaires étrangères                                         | Pierre Schneiter                                   | Secrétaire d'État aux Affaires allemandes et autrichiennes | 24 novembre 1947                                   | 26 juillet 1948                                    | Schuman 1                                          |
| Robert Schuman                                     | Ministre des Affaires étrangères                                         | Aucun                                              | Aucun                                                      | 26 juillet 1948                                    | 5 septembre 1948                                   | Marie                                              |
| Robert Schuman                                     | Président du Conseil, Ministre des Affaires étrangères                   | Aucun                                              | Aucun                                                      | 5 septembre 1948                                   | 11 septembre 1948                                  | Schuman 2                                          |
| Robert Schuman                                     | Ministre des Affaires étrangères                                         | Aucun                                              | Aucun                                                      | 11 septembre 1948                                  | 11 août 1951                                       | Queuille 1, 2 et 3, Bidault 2 et Pleven 1          |
| Robert Schuman                                     | Ministre des Affaires étrangères                                         | Maurice Schumann                                   | Secrétaire d'État aux Affaires étrangères                  | 11 août 1951                                       | 8 janvier 1953                                     | Pleven 2, Faure 1 et Pinay                         |
| Georges Bidault                                    | Ministre des Affaires étrangères                                         | Maurice Schumann                                   | Secrétaire d'État aux Affaires étrangères                  | 8 janvier 1953                                     | 16 janvier 1954                                    | Mayer et Laniel 1                                  |
| Présidence de René Coty                            |                                                                          |                                                    |                                                            |                                                    |                                                    |                                                    |
| Georges Bidault                                    | Ministre des Affaires étrangères                                         | Maurice Schumann                                   | Secrétaire d'État aux Affaires étrangères                  | 16 janvier 1954                                    | 19 juin 1954                                       | Laniel 2                                           |
| Pierre Mendès France                               | Président du Conseil, Ministre des Affaires étrangères                   | Jean Michel Guérin du Boscq de Beaumont            | Secrétaire d'État aux Affaires étrangères                  | 19 juin 1954                                       | 3 septembre 1954                                   | Mendès-France                                      |
| Pierre Mendès France                               | Président du Conseil, Ministre des Affaires étrangères                   | Roland de Moustier                                 | Secrétaire d'État aux Affaires étrangères                  | 3 septembre 1954                                   | 20 janvier 1955                                    | Mendès-France                                      |
| Edgar Faure                                        | Ministre des Affaires étrangères                                         | Roland de Moustier                                 | Secrétaire d'État aux Affaires étrangères                  | 20 janvier 1955                                    | 23 février 1955                                    | Mendès-France                                      |
| Antoine Pinay                                      | Ministre des Affaires étrangères                                         | Jean Chamant                                       | Secrétaire d'État aux Affaires étrangères                  | 23 février 1955                                    | 1er février 1956                                   | Faure 2                                            |
| Christian Pineau                                   | Ministre des Affaires étrangères                                         | Alain Savary                                       | Secrétaire d'État aux Affaires marocaines & tunisiennes    | 1er février 1956                                   | 3 novembre 1956                                    | Mollet                                             |
| Christian Pineau                                   | Ministre des Affaires étrangères                                         | Maurice Faure                                      | Secrétaire d'État aux Affaires étrangères                  | 1er février 1956                                   | 22 février 1957                                    | Mollet                                             |
| Christian Pineau                                   | Ministre des Affaires étrangères                                         | Maurice Faure et Pierre de Félice                  | Secrétaire d'État aux Affaires étrangères                  | 22 février 1957                                    | 13 juin 1957                                       | Mollet                                             |
| Christian Pineau                                   | Ministre des Affaires étrangères                                         | Émile Claparède                                    | Secrétaire d'État aux Affaires marocaines & tunisiennes    | 13 juin 1957                                       | 6 novembre 1957                                    | Bourgès-Maunoury                                   |
| Christian Pineau                                   | Ministre des Affaires étrangères                                         | Maurice Faure                                      | Secrétaire d'État aux Affaires étrangères                  | 17 juin 1957                                       | 6 novembre 1957                                    | Bourgès-Maunoury                                   |
| Christian Pineau                                   | Ministre des Affaires étrangères                                         | Maurice Faure                                      | Secrétaire d'État aux Affaires étrangères                  | 6 novembre 1957                                    | 14 mai 1958                                        | Gaillard                                           |
| René Pleven                                        | Ministre des Affaires étrangères                                         | Aucun                                              | Aucun                                                      | 14 mai 1958                                        | 1er juin 1958                                      | Pflimlin                                           |
| Maurice Couve de Murville                          | Ministre des Affaires étrangères                                         | Aucun                                              | Aucun                                                      | 1er juin 1958                                      | 8 janvier 1959                                     | de Gaulle 3                                        |

## Cinquième République (depuis 1959)
| Ministre                                                           | Ministre                                  | Intitulé                                                                  | Ministre délégué ou secrétaire d'État                                      | Intitulé                                                                      | Début                           | Fin                             | Gouvernement                    |
| Présidence de Charles de Gaulle                                    | Présidence de Charles de Gaulle           | Présidence de Charles de Gaulle                                           | Présidence de Charles de Gaulle                                            | Présidence de Charles de Gaulle                                               | Présidence de Charles de Gaulle | Présidence de Charles de Gaulle | Présidence de Charles de Gaulle |
| ------------------------------------------------------------------ | ----------------------------------------- | ------------------------------------------------------------------------- | -------------------------------------------------------------------------- | ----------------------------------------------------------------------------- | ------------------------------- | ------------------------------- | ------------------------------- |
|                                                                    | Maurice Couve de Murville                 | Ministre des Affaires étrangères                                          | Aucun                                                                      | Aucun                                                                         | 8 janvier 1959                  | 18 mai 1961                     | Debré                           |
| Georges Gorse                                                      | Maurice Couve de Murville                 | Ministre des Affaires étrangères                                          | Secrétaire d'État aux Affaires étrangères                                  | 18 mai 1961                                                                   | 14 avril 1962                   |                                 | Debré                           |
| Georges Gorse                                                      | Maurice Couve de Murville                 | Ministre des Affaires étrangères                                          | Secrétaire d'État aux Affaires étrangères                                  | 14 avril 1962                                                                 | 16 mai 1962                     | Pompidou 1                      |                                 |
| Aucun                                                              | Aucun                                     | Ministre des Affaires étrangères                                          | 16 mai 1962                                                                | 28 novembre 1962                                                              |                                 | Pompidou 1                      |                                 |
| Michel Habib-Deloncle                                              | Maurice Couve de Murville                 | Ministre des Affaires étrangères                                          | Secrétaire d'État aux Affaires étrangères                                  | 6 décembre 1962                                                               | 8 janvier 1966                  | Pompidou 2                      |                                 |
| Jean de Broglie                                                    | Maurice Couve de Murville                 | Ministre des Affaires étrangères                                          | Secrétaire d'État aux Affaires étrangères                                  | 8 janvier 1966                                                                | 6 avril 1967                    | Pompidou 3                      |                                 |
| Aucun                                                              | Aucun                                     | Ministre des Affaires étrangères                                          | 6 avril 1967                                                               | 31 mai 1968                                                                   | Pompidou 4                      |                                 |                                 |
| Aucun                                                              | Aucun                                     | Ministre des Affaires étrangères                                          |                                                                            | Michel Debré                                                                  | 31 mai 1968                     | 10 juillet 1968                 | Pompidou 5                      |
| Yvon Bourges et Jean de Lipkowski                                  | Secrétaire d'État aux Affaires étrangères | Ministre des Affaires étrangères                                          | 12 juillet 1968                                                            | Michel Debré                                                                  | 20 juin 1969                    | Couve de Murville               |                                 |
| Présidence de Georges Pompidou                                     |                                           |                                                                           |                                                                            |                                                                               |                                 |                                 |                                 |
|                                                                    | Maurice Schumann                          | Ministre des Affaires étrangères                                          | Yvon Bourges et Jean de Lipkowski                                          | Secrétaire d'État auprès du ministre des Affaires étrangères                  | 22 juin 1969                    | 6 juillet 1972                  | Chaban-Delmas                   |
| André Bettencourt                                                  | Maurice Schumann                          | Ministre des Affaires étrangères                                          | Ministre délégué auprès du ministre des Affaires étrangères                | 6 juillet 1972                                                                | 15 mars 1973                    | Messmer 1                       |                                 |
| André Bettencourt                                                  |                                           | Ministre des Affaires étrangères                                          | Ministre délégué auprès du ministre des Affaires étrangères                | André Bettencourt (intérim)                                                   | 15 mars 1973                    | Messmer 1                       | 2 avril 1973                    |
|                                                                    | Michel Jobert                             | Ministre des Affaires étrangères                                          | Jean de Lipkowski et Jean-François Deniau                                  | Secrétaire d'État auprès du ministre des Affaires étrangères                  | 5 avril 1973                    | 27 février 1974                 | Messmer 2                       |
| Jean de Lipkowski                                                  | Michel Jobert                             | Ministre des Affaires étrangères                                          | 1er mars 1974                                                              | Secrétaire d'État auprès du ministre des Affaires étrangères                  | 28 mai 1974                     | Messmer 3                       |                                 |
| Présidence de Valéry Giscard d'Estaing                             |                                           |                                                                           |                                                                            |                                                                               |                                 |                                 |                                 |
|                                                                    | Jean Sauvagnargues                        | Ministre des Affaires étrangères                                          | Bernard Destremau                                                          | Secrétaire d'État auprès du ministre des Affaires étrangères                  | 28 mai 1974                     | 27 août 1976                    | Chirac 1                        |
| Jean François-Poncet                                               | Jean Sauvagnargues                        | Ministre des Affaires étrangères                                          | 12 janvier 1976                                                            | Secrétaire d'État auprès du ministre des Affaires étrangères                  | 27 juillet 1976                 |                                 | Chirac 1                        |
|                                                                    | Louis de Guiringaud                       | Ministre des Affaires étrangères                                          | Pierre-Christian Taittinger                                                | Secrétaire d'État auprès du ministre des Affaires étrangères                  | 27 août 1976                    | 30 mars 1977                    | Barre 1                         |
| 30 mars 1977                                                       | Louis de Guiringaud                       | Ministre des Affaires étrangères                                          | Pierre-Christian Taittinger                                                | Secrétaire d'État auprès du ministre des Affaires étrangères                  | 26 septembre 1977               | Barre 2                         |                                 |
| Jean-François Deniau                                               | Louis de Guiringaud                       | Ministre des Affaires étrangères                                          | 26 septembre 1977                                                          | Secrétaire d'État auprès du ministre des Affaires étrangères                  | 6 avril 1978                    | Barre 2                         |                                 |
| Olivier Stirn                                                      | Louis de Guiringaud                       | Ministre des Affaires étrangères                                          | 5 avril 1978                                                               | Secrétaire d'État auprès du ministre des Affaires étrangères                  | 11 septembre 1978               | Barre 3                         |                                 |
| Olivier Stirn et Pierre Bernard-Reymond                            | Louis de Guiringaud                       | Ministre des Affaires étrangères                                          | 11 septembre 1978                                                          | Secrétaire d'État auprès du ministre des Affaires étrangères                  | 29 novembre 1978                | Barre 3                         |                                 |
| Olivier Stirn et Pierre Bernard-Reymond                            |                                           | Ministre des Affaires étrangères                                          | Jean François-Poncet                                                       | Secrétaire d'État auprès du ministre des Affaires étrangères                  | 29 novembre 1978                | Barre 3                         | 22 mai 1981                     |
| Présidence de François Mitterrand                                  |                                           |                                                                           |                                                                            |                                                                               |                                 |                                 |                                 |
|                                                                    | Claude Cheysson                           | Ministre des Relations extérieures                                        | Aucun                                                                      | Aucun                                                                         | 22 mai 1981                     | 19 juillet 1984                 | Mauroy 1, 2 et 3                |
| Jean-Michel Baylet                                                 | Claude Cheysson                           | Ministre des Relations extérieures                                        | Secrétaire d'État auprès du ministre des Relations extérieures             | 19 juillet 1984                                                               | 7 décembre 1984                 | Fabius                          |                                 |
| Jean-Michel Baylet                                                 |                                           | Ministre des Relations extérieures                                        | Secrétaire d'État auprès du ministre des Relations extérieures             | Roland Dumas                                                                  | 7 décembre 1984                 | Fabius                          | 20 mars 1986                    |
|                                                                    | Jean-Bernard Raimond                      | Ministre des Affaires étrangères                                          | Didier Bariani                                                             | Secrétaire d'État auprès du ministre des Affaires étrangères                  | 20 mars 1986                    | 12 mai 1988                     | Chirac 2                        |
|                                                                    | Roland Dumas                              | Ministre d'État, ministre des Affaires étrangères                         | Edwige Avice                                                               | Ministre déléguée auprès du ministre d’État, ministre des Affaires étrangères | 12 mai 1988                     | 28 juin 1988                    | Rocard 1                        |
| 28 juin 1988                                                       | Roland Dumas                              | Ministre d'État, ministre des Affaires étrangères                         | Edwige Avice                                                               | Ministre déléguée auprès du ministre d’État, ministre des Affaires étrangères | 16 mai 1991                     | Rocard 2                        |                                 |
| 28 juin 1988                                                       | Roland Dumas                              | Ministre d'État, ministre des Affaires étrangères                         | Thierry de Beaucé                                                          | Secrétaire d’État chargé des relations culturelles internationales            | 16 mai 1991                     | Rocard 2                        |                                 |
| Alain Vivien                                                       | Roland Dumas                              | Ministre d'État, ministre des Affaires étrangères                         | Secrétaire d’État chargé des Affaires étrangères                           | 16 mai 1991                                                                   | 4 avril 1992                    | Cresson                         |                                 |
| Georges Kiejman                                                    | Roland Dumas                              | Ministre d'État, ministre des Affaires étrangères                         | Ministre délégué chargé des Affaires étrangères                            | 4 avril 1992                                                                  | 30 mars 1993                    | Bérégovoy                       |                                 |
|                                                                    | Alain Juppé                               | Ministre des Affaires étrangères                                          | Aucun                                                                      | Aucun                                                                         | 30 mars 1993                    | 18 mai 1995                     | Balladur                        |
| Présidence de Jacques Chirac                                       |                                           |                                                                           |                                                                            |                                                                               |                                 |                                 |                                 |
|                                                                    | Hervé de Charette                         | Ministre des Affaires étrangères                                          | Aucun                                                                      | Aucun                                                                         | 18 mai 1995                     | 4 juin 1997                     | Juppé 1 et 2                    |
|                                                                    | Hubert Védrine                            | Ministre des Affaires étrangères                                          | Aucun                                                                      | Aucun                                                                         | 4 juin 1997                     | 7 mai 2002                      | Jospin                          |
|                                                                    | Dominique de Villepin                     | Ministre des Affaires étrangères, de la Coopération et de la Francophonie | Aucun                                                                      | Aucun                                                                         | 7 mai 2002                      | 17 juin 2002                    | Raffarin 1                      |
| Ministre des Affaires étrangères                                   | Dominique de Villepin                     | Renaud Muselier                                                           | Secrétaire d'État aux Affaires étrangères                                  | 17 juin 2002                                                                  | 30 mars 2004                    | Raffarin 2                      |                                 |
| Ministre des Affaires étrangères                                   |                                           | Renaud Muselier                                                           | Secrétaire d'État aux Affaires étrangères                                  | Michel Barnier                                                                | 31 mars 2004                    | 31 mai 2005                     | Raffarin 3                      |
| Ministre des Affaires étrangères                                   |                                           | Philippe Douste-Blazy                                                     | Aucun                                                                      | Aucun                                                                         | 2 juin 2005                     | 15 mai 2007                     | Villepin                        |
| Présidence de Nicolas Sarkozy                                      |                                           |                                                                           |                                                                            |                                                                               |                                 |                                 |                                 |
|                                                                    | Bernard Kouchner                          | Ministre des Affaires étrangères et européennes                           | Aucun                                                                      | Aucun                                                                         | 17 mai 2007                     | 18 juin 2007                    | Fillon 1                        |
| Rama Yade                                                          | Bernard Kouchner                          | Ministre des Affaires étrangères et européennes                           | Secrétaire d'État chargée des affaires étrangères et des droits de l'homme | 19 juin 2007                                                                  | 23 juin 2009                    | Fillon 2                        |                                 |
| Aucun                                                              | Aucun                                     | Ministre des Affaires étrangères et européennes                           | 23 juin 2009                                                               | 13 novembre 2010                                                              |                                 | Fillon 2                        |                                 |
| Aucun                                                              | Aucun                                     |                                                                           | Michèle Alliot-Marie                                                       | Ministre d'État, Ministre des Affaires étrangères et européennes              | 14 novembre 2010                | 27 février 2011                 | Fillon 3                        |
| Aucun                                                              | Aucun                                     |                                                                           | Alain Juppé                                                                | Ministre d'État, Ministre des Affaires étrangères et européennes              | 27 février 2011                 | 10 mai 2012                     | Fillon 3                        |
| Présidence de François Hollande                                    |                                           |                                                                           |                                                                            |                                                                               |                                 |                                 |                                 |
|                                                                    | Laurent Fabius                            | Ministre des Affaires étrangères                                          | Aucun                                                                      | Aucun                                                                         | 16 mai 2012                     | 31 mars 2014                    | Ayrault 1 et 2                  |
| Ministre des Affaires étrangères et du développement international | Laurent Fabius                            | 2 avril 2014                                                              | Aucun                                                                      | Aucun                                                                         | 25 août 2014                    | Valls 1                         |                                 |
| Ministre des Affaires étrangères et du développement international | Laurent Fabius                            | 26 août 2014                                                              | Aucun                                                                      | Aucun                                                                         | 11 février 2016                 | Valls 2                         |                                 |
| Ministre des Affaires étrangères et du développement international |                                           | Jean-Marc Ayrault                                                         | Aucun                                                                      | Aucun                                                                         | 11 février 2016                 | Valls 2                         | 6 décembre 2016                 |
| Ministre des Affaires étrangères et du développement international | 6 décembre 2016                           | Jean-Marc Ayrault                                                         | Aucun                                                                      | Aucun                                                                         | 15 mai 2017                     | Cazeneuve                       |                                 |
| Présidence d'Emmanuel Macron                                       |                                           |                                                                           |                                                                            |                                                                               |                                 |                                 |                                 |
|                                                                    | Jean-Yves Le Drian                        | Ministre de l'Europe et des Affaires étrangères                           | Aucun                                                                      | Aucun                                                                         | 17 mai 2017                     | 21 juin 2017                    | Philippe 1                      |
|                                                                    | Jean-Yves Le Drian                        | Ministre de l'Europe et des Affaires étrangères                           | Jean-Baptiste Lemoyne                                                      | Secrétaire d'État                                                             | 21 juin 2017                    | 6 juillet 2020                  | Philippe 2                      |
| Aucun                                                              | Aucun                                     | Ministre de l'Europe et des Affaires étrangères                           | 6 juillet 2020                                                             | 20 mai 2022                                                                   | Castex                          |                                 |                                 |
| Aucun                                                              | Aucun                                     | Ministre de l'Europe et des Affaires étrangères                           |                                                                            | Catherine Colonna                                                             | 20 mai 2022                     | 11 janvier 2024                 | Borne                           |
| Aucun                                                              | Aucun                                     | Ministre de l'Europe et des Affaires étrangères                           |                                                                            | Stéphane Séjourné                                                             | 11 janvier 2024                 | 21 septembre 2024               | Attal                           |
| Aucun                                                              | Aucun                                     | Ministre de l'Europe et des Affaires étrangères                           |                                                                            | Jean-Noël Barrot                                                              | 21 septembre 2024               | 23 décembre 2024                | Barnier                         |
| Aucun                                                              | Aucun                                     | Ministre de l'Europe et des Affaires étrangères                           | 23 décembre 2024                                                           | Jean-Noël Barrot                                                              | en cours                        | Bayrou                          |                                 |

### Galerie

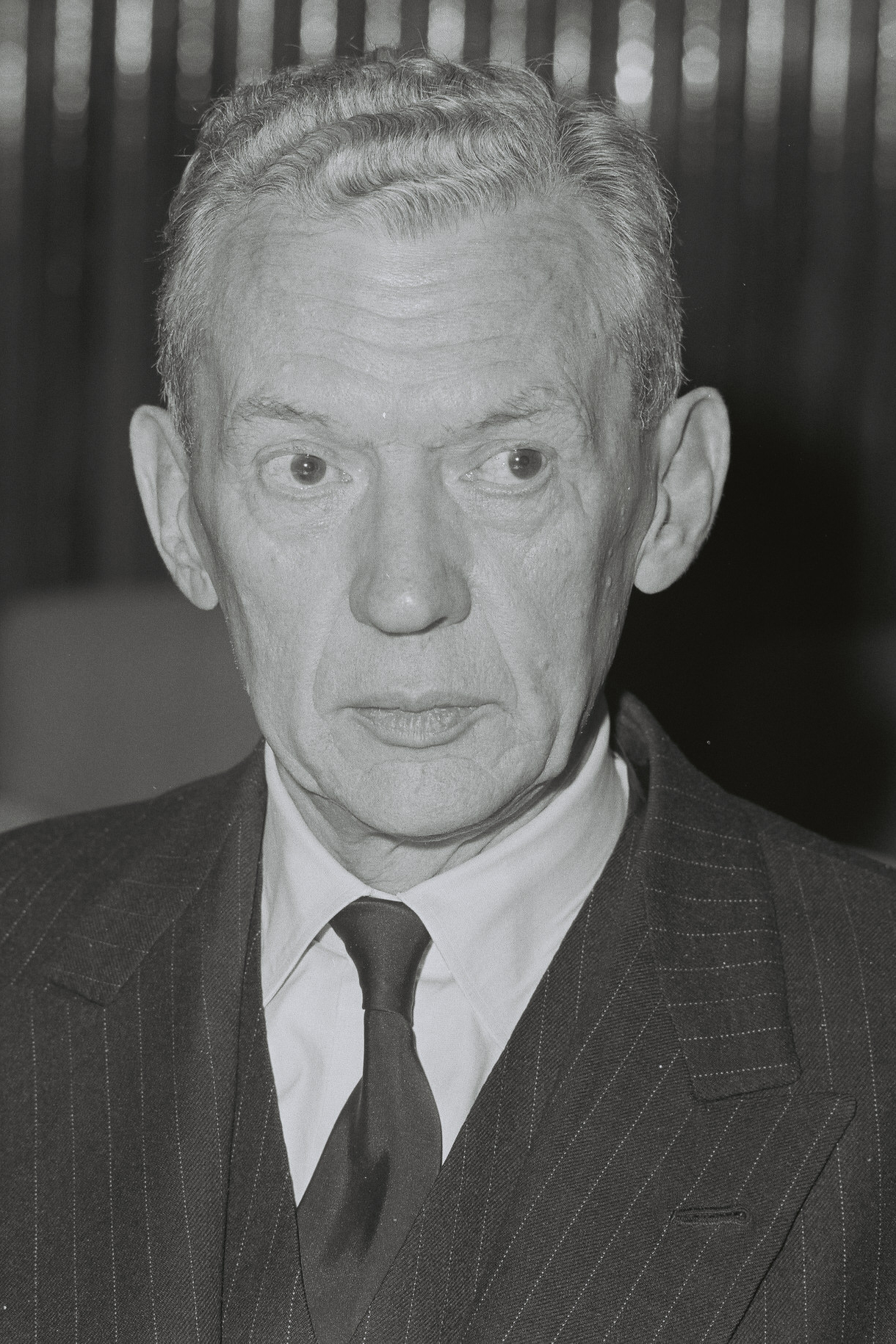
Maurice Couve de Murville (1958-1968)
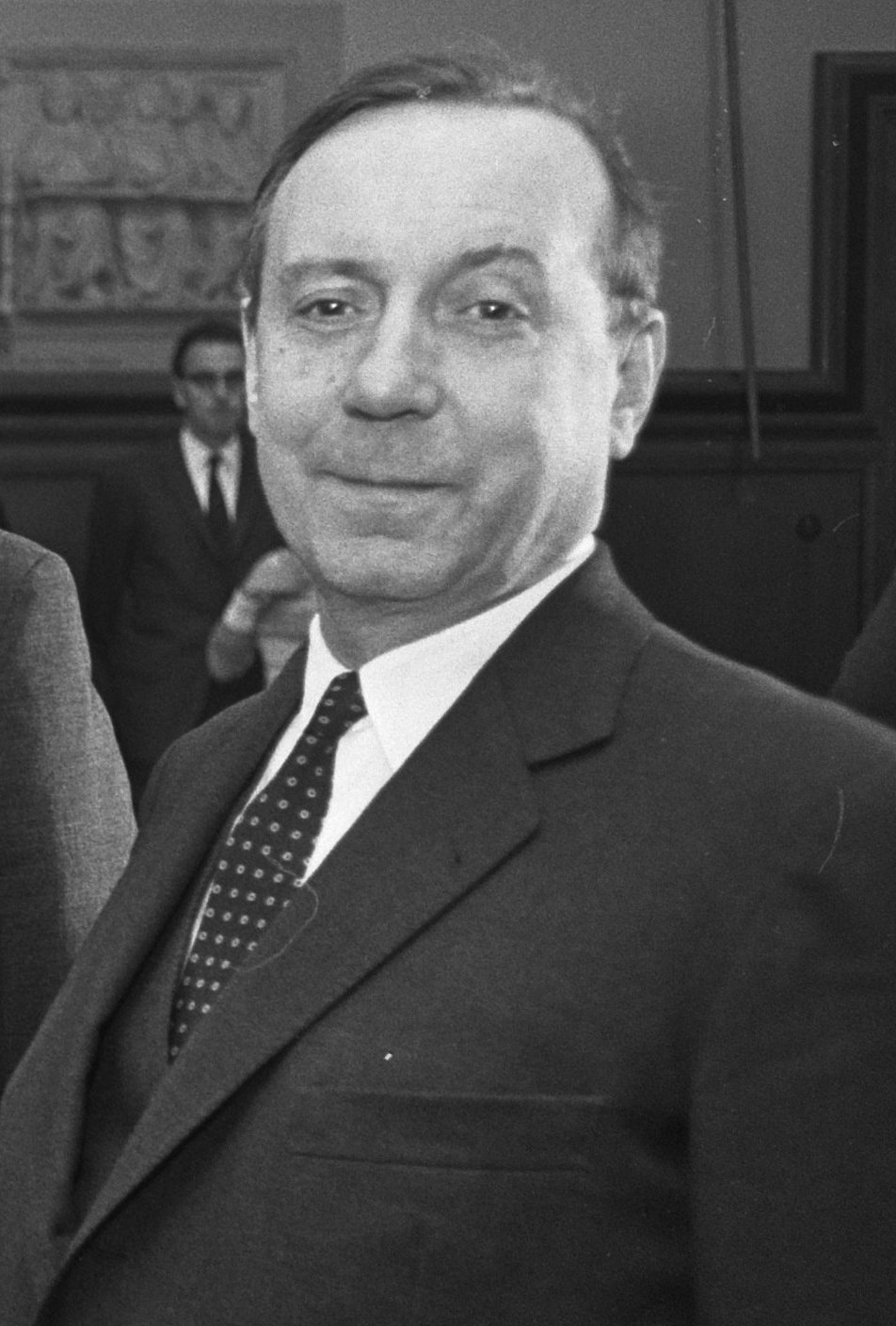
Michel Debré (1968-1969)
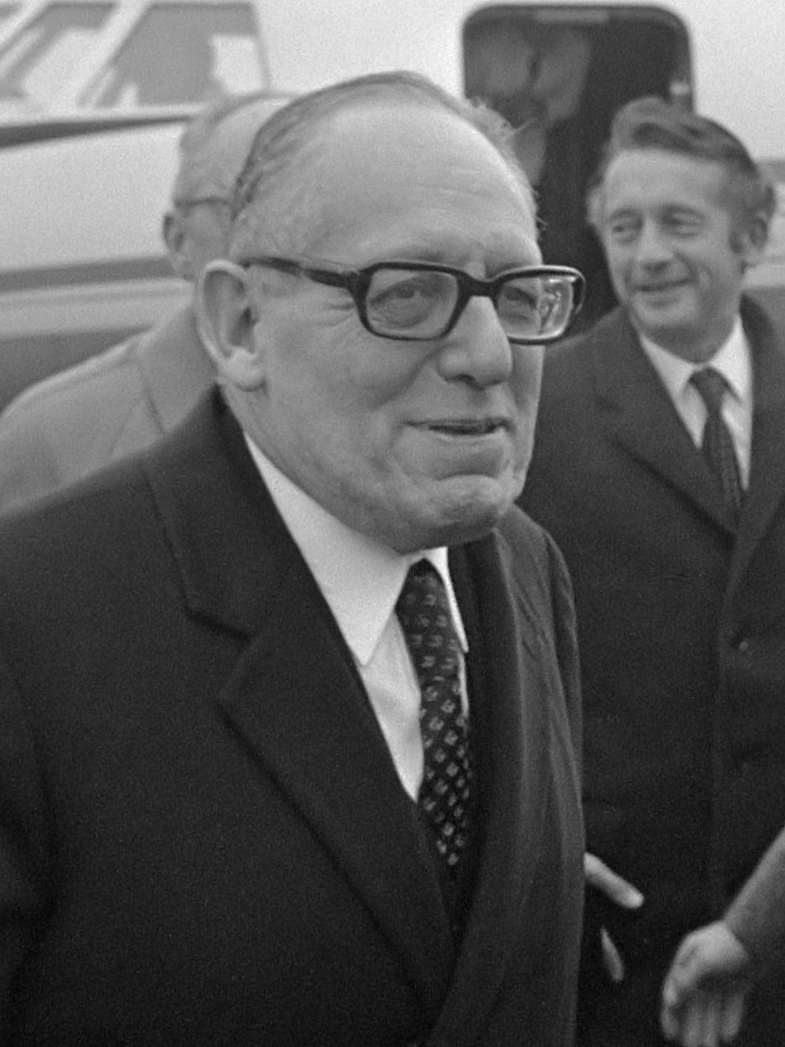
Maurice Schumann (1969-1973)
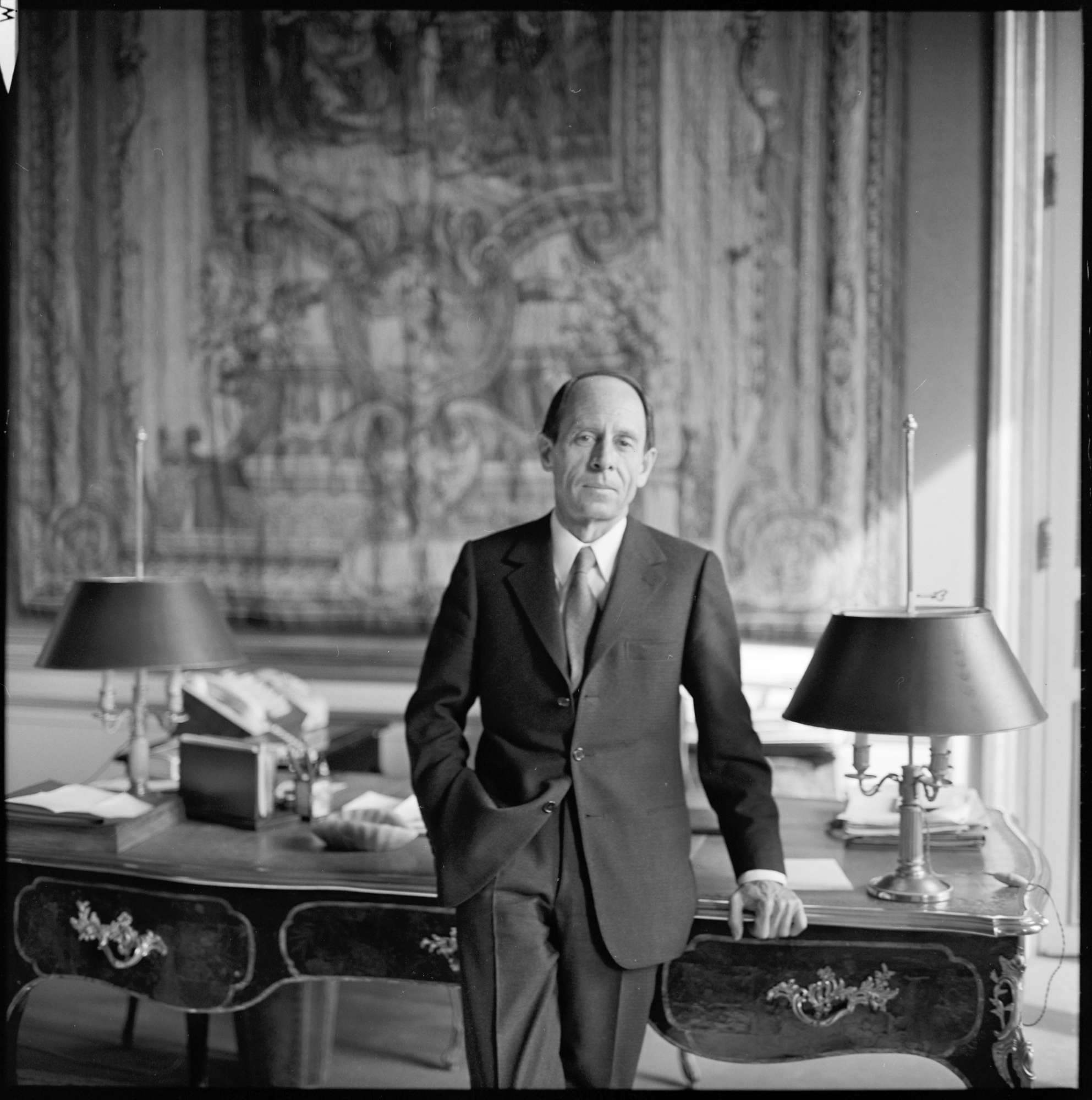
Michel Jobert (1973-1974)
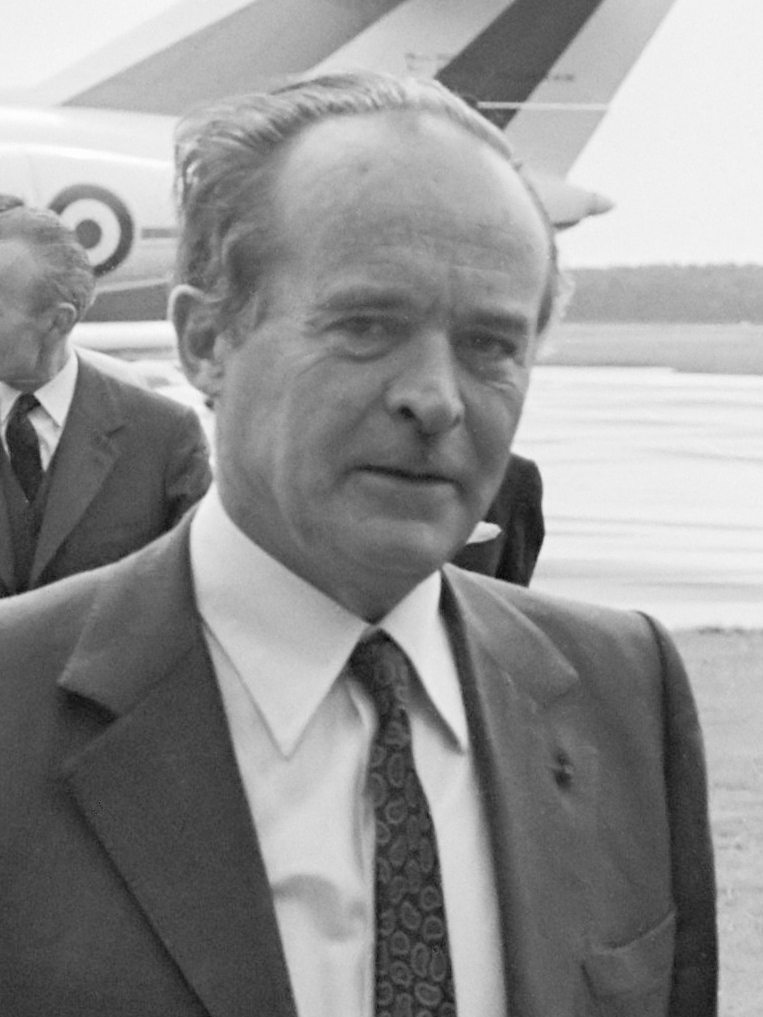
Jean Sauvagnargues (1974-1976)
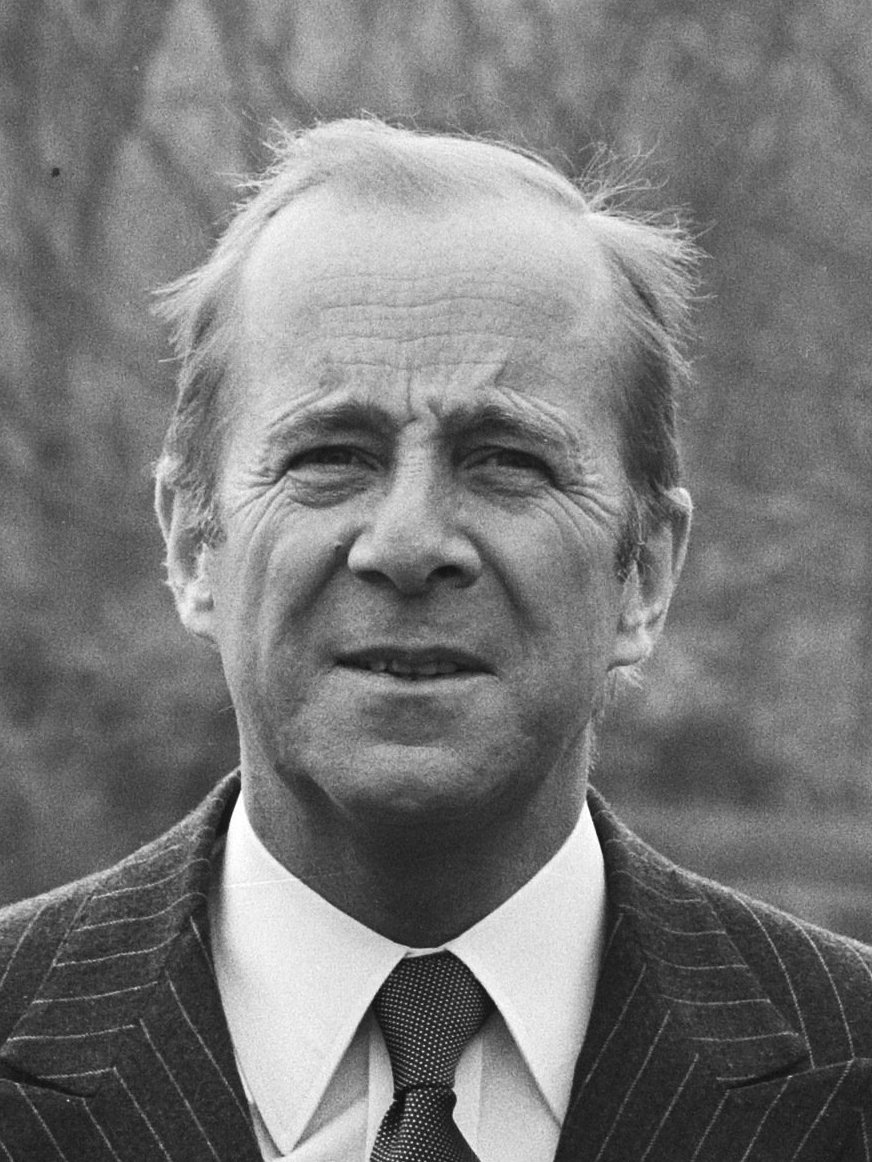
Jean François-Poncet (1978-1981)
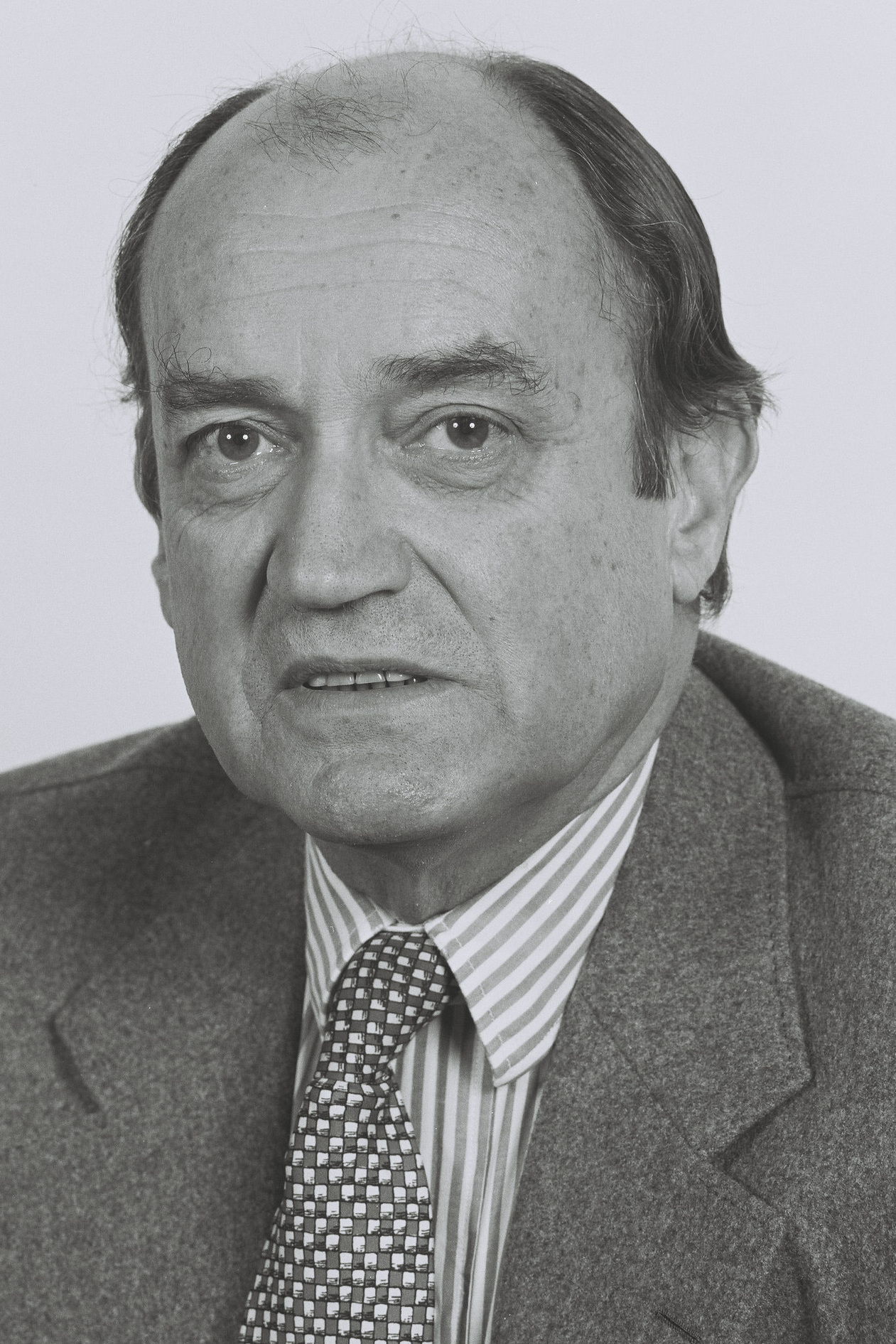
Claude Cheysson (1981-1984)
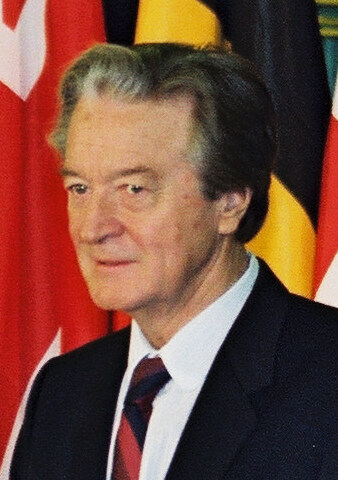
Roland Dumas (1984-1986, 1988-1993)
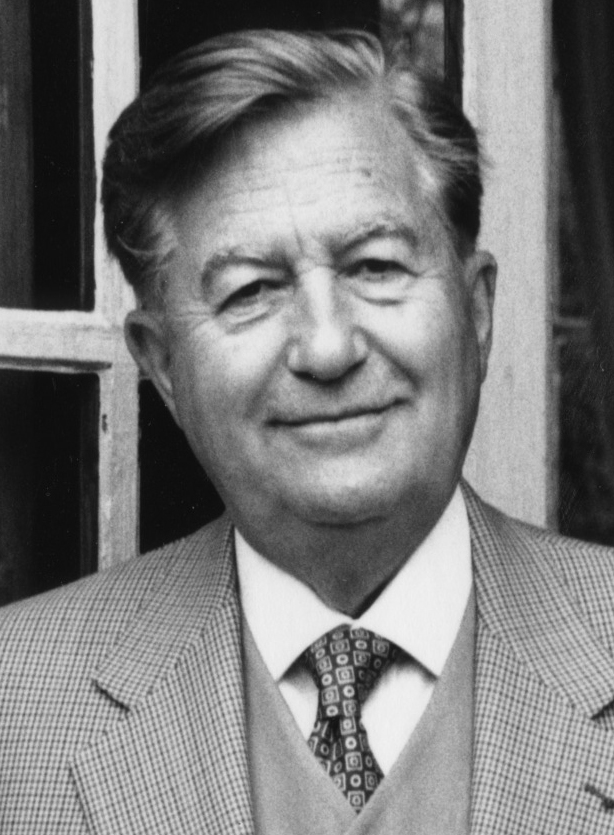
Jean-Bernard Raimond (1986-1988)
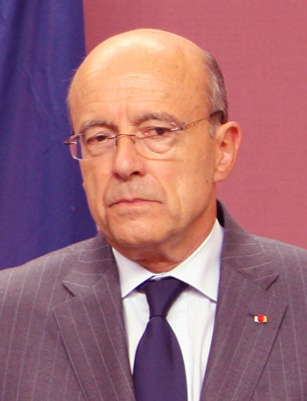
Alain Juppé (1993-1995, 2011-2012)
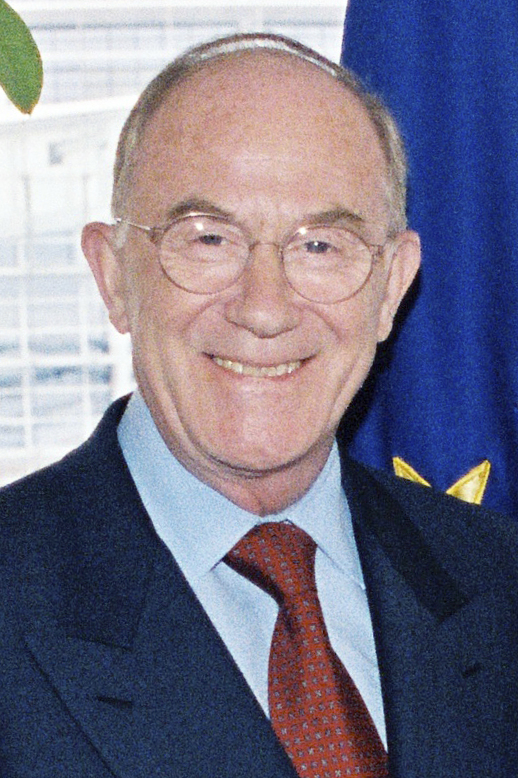
Hervé de Charette (1995-1997)
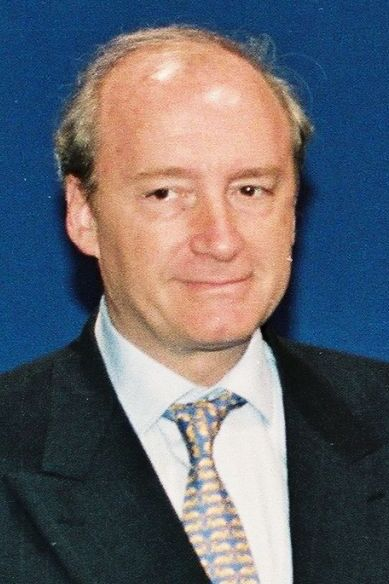
Hubert Védrine (1997-2002)
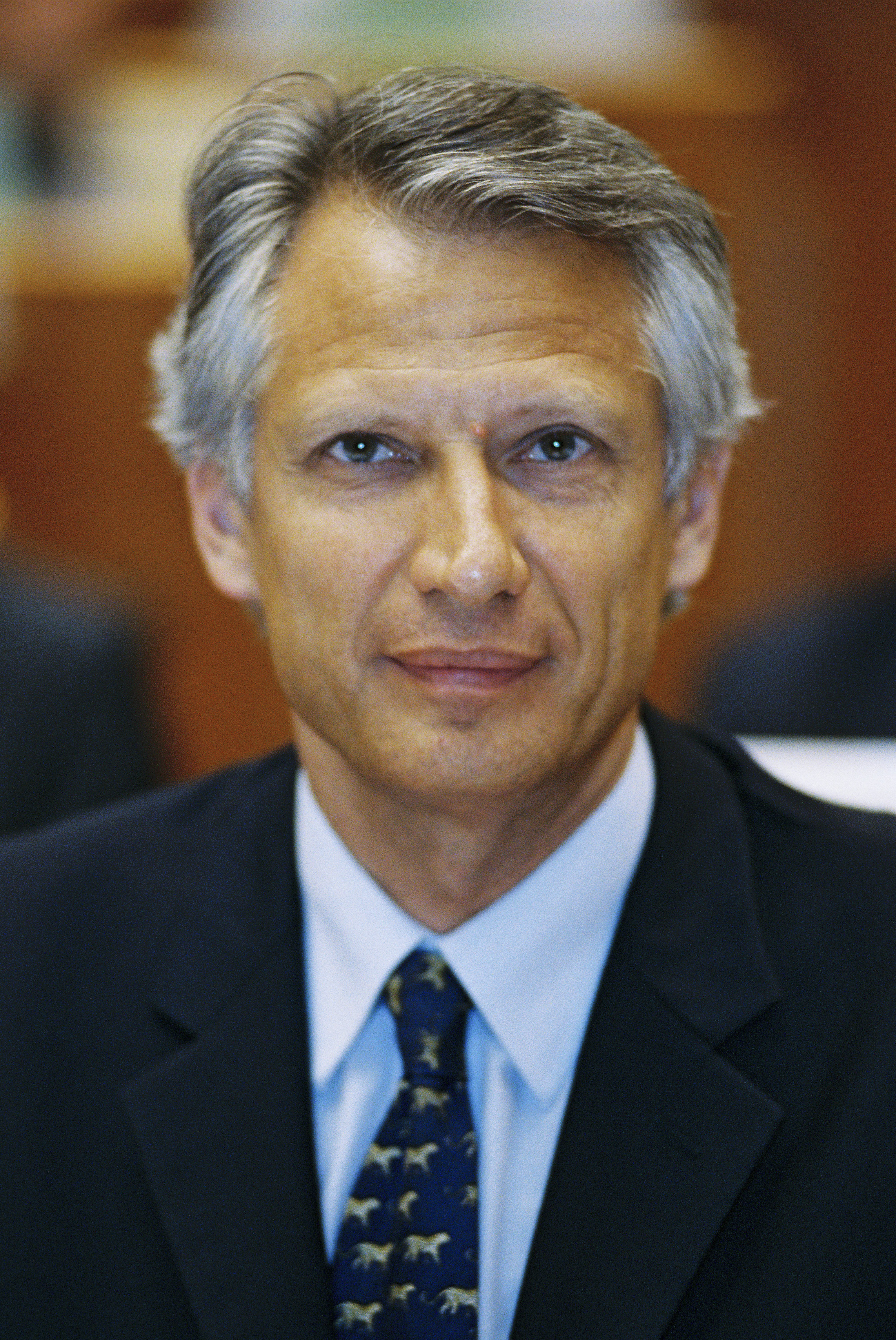
Dominique de Villepin (2002-2004)
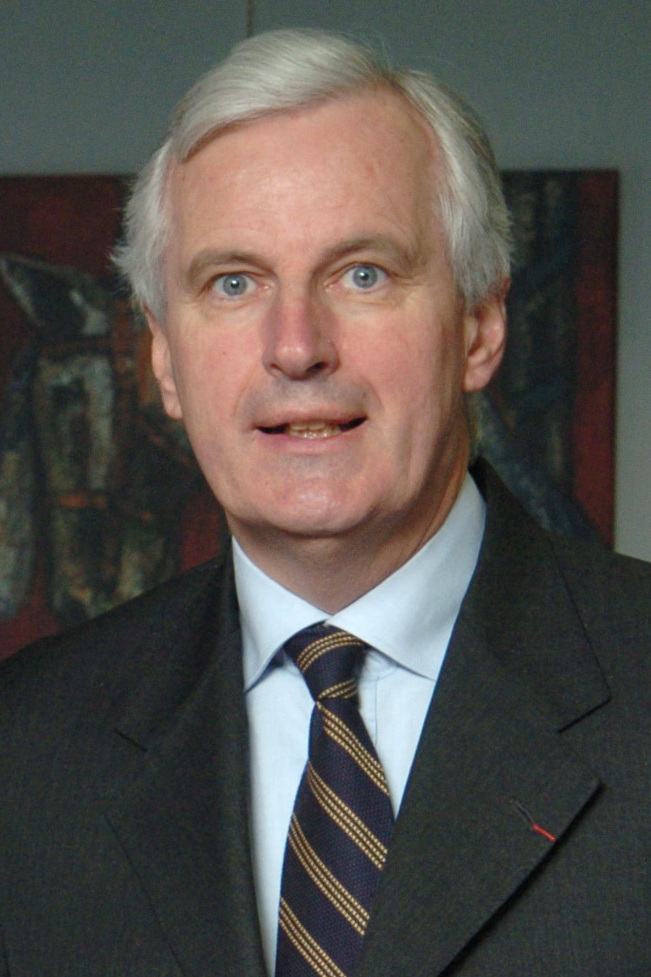
Michel Barnier (2004-2005)
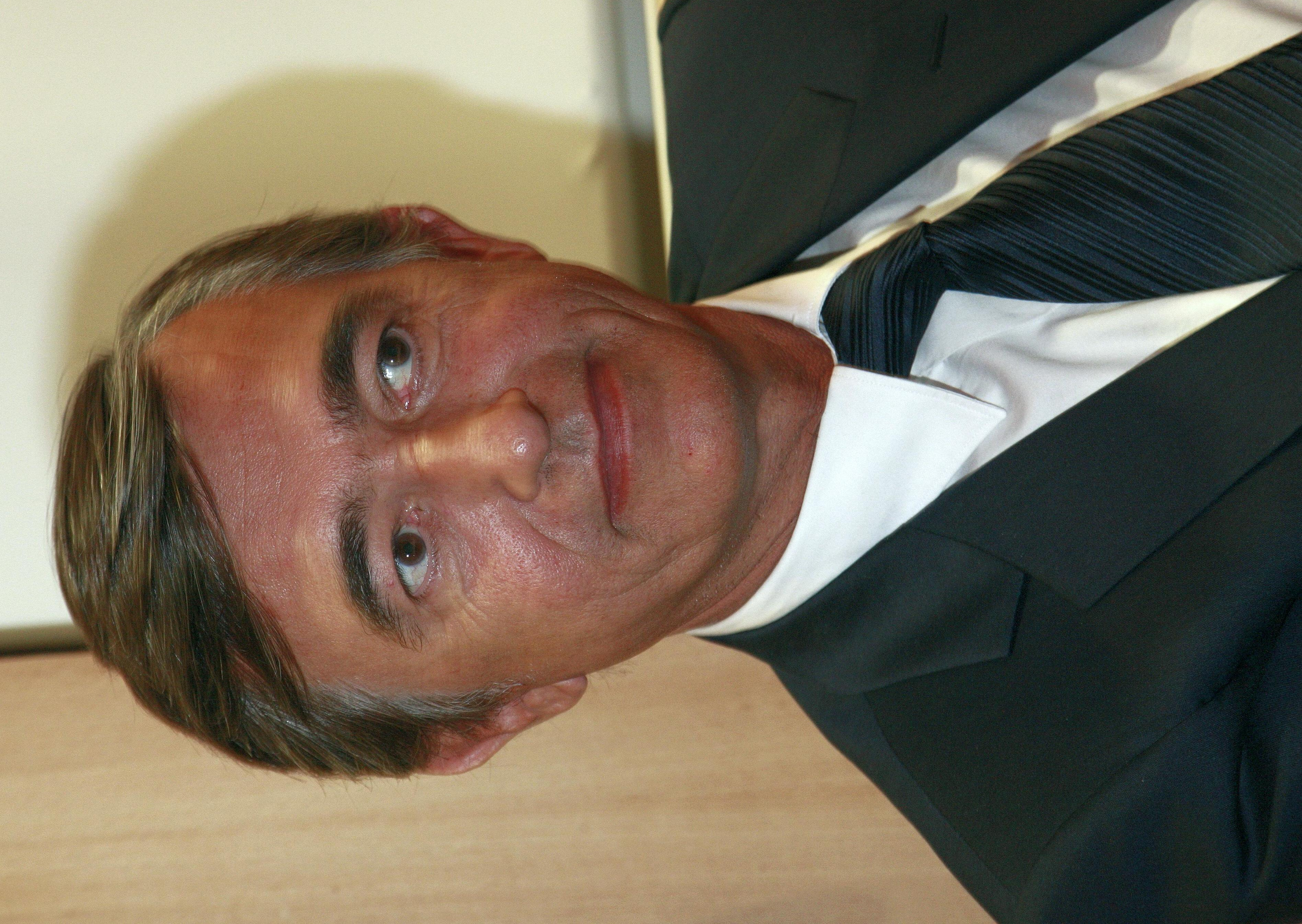
Philippe Douste-Blazy (2005-2007)
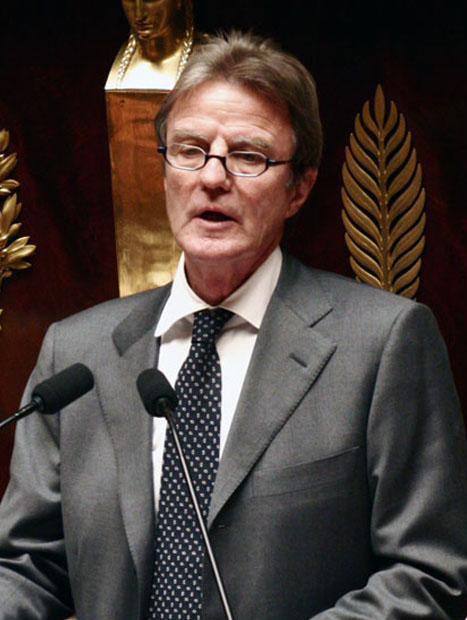
Bernard Kouchner (2007-2010)
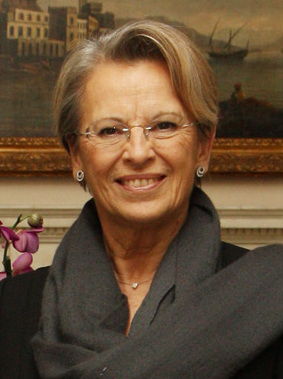
Michèle Alliot-Marie (2010-2011)
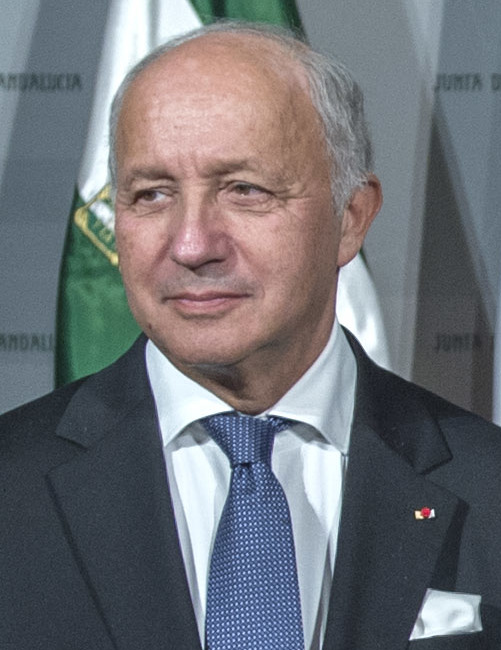
Laurent Fabius (2012-2016)
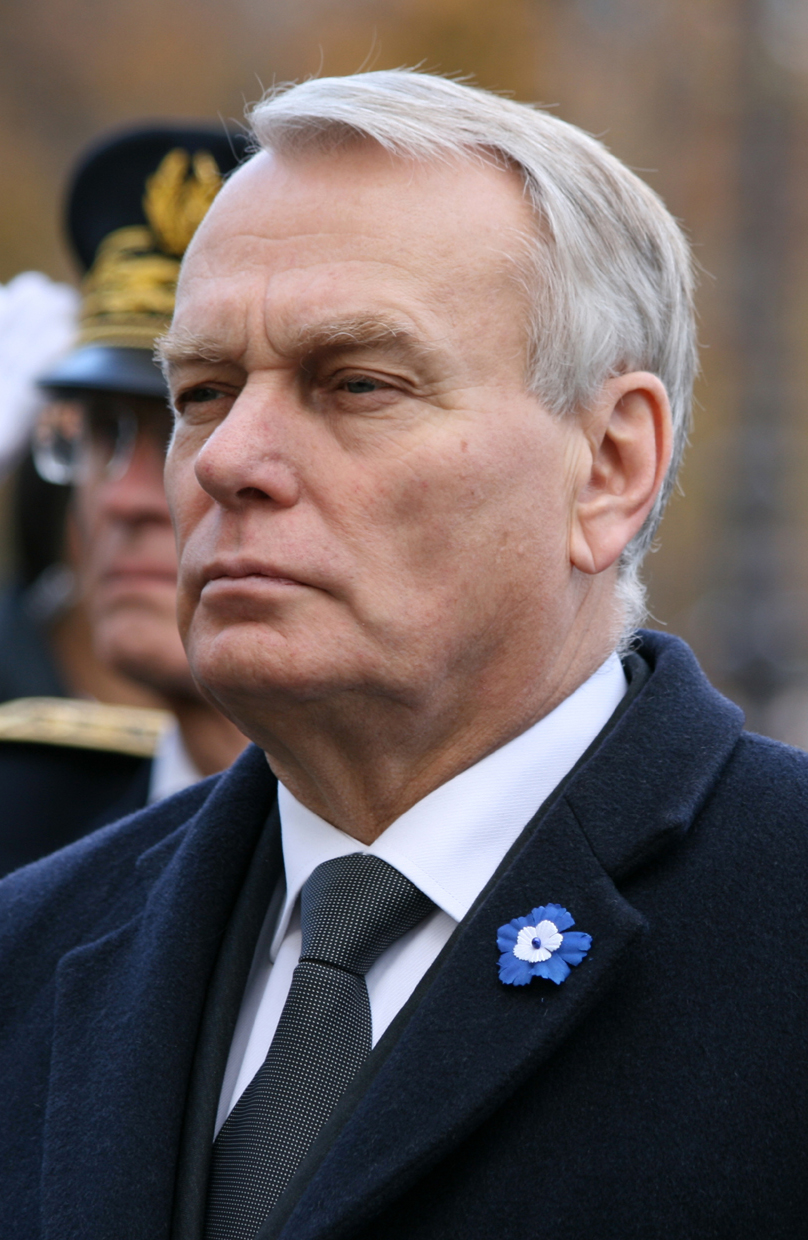
Jean-Marc Ayrault (2016-2017)
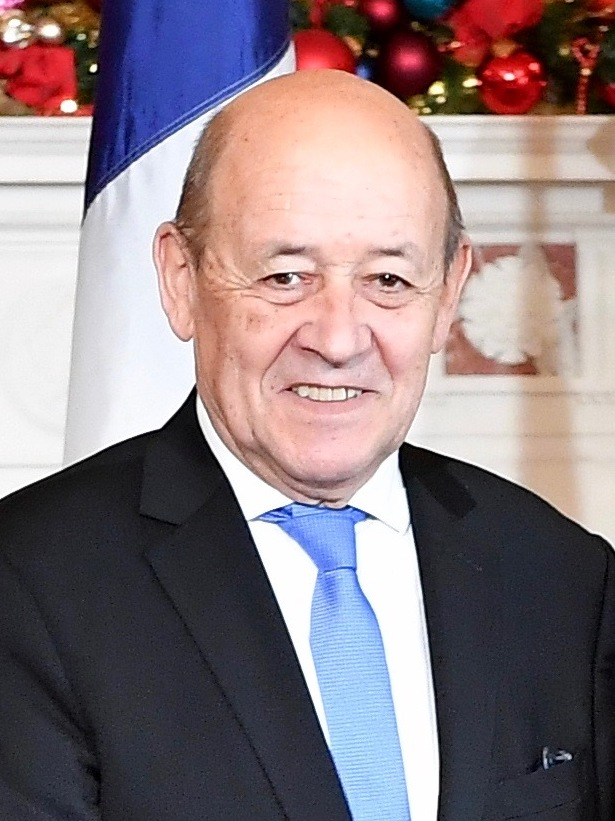
Jean-Yves Le Drian (2017-2022)
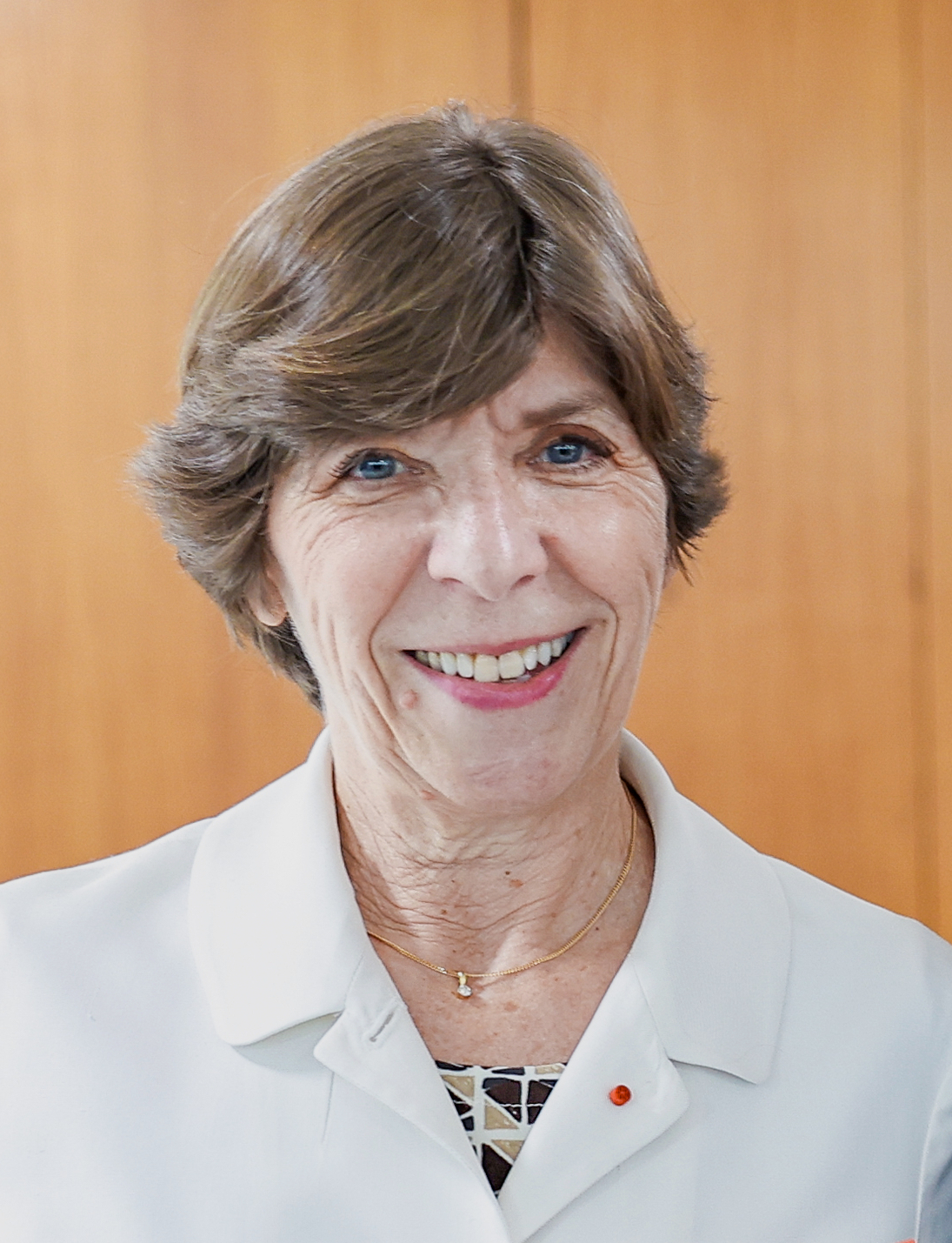
Catherine Colonna (2022-2024)
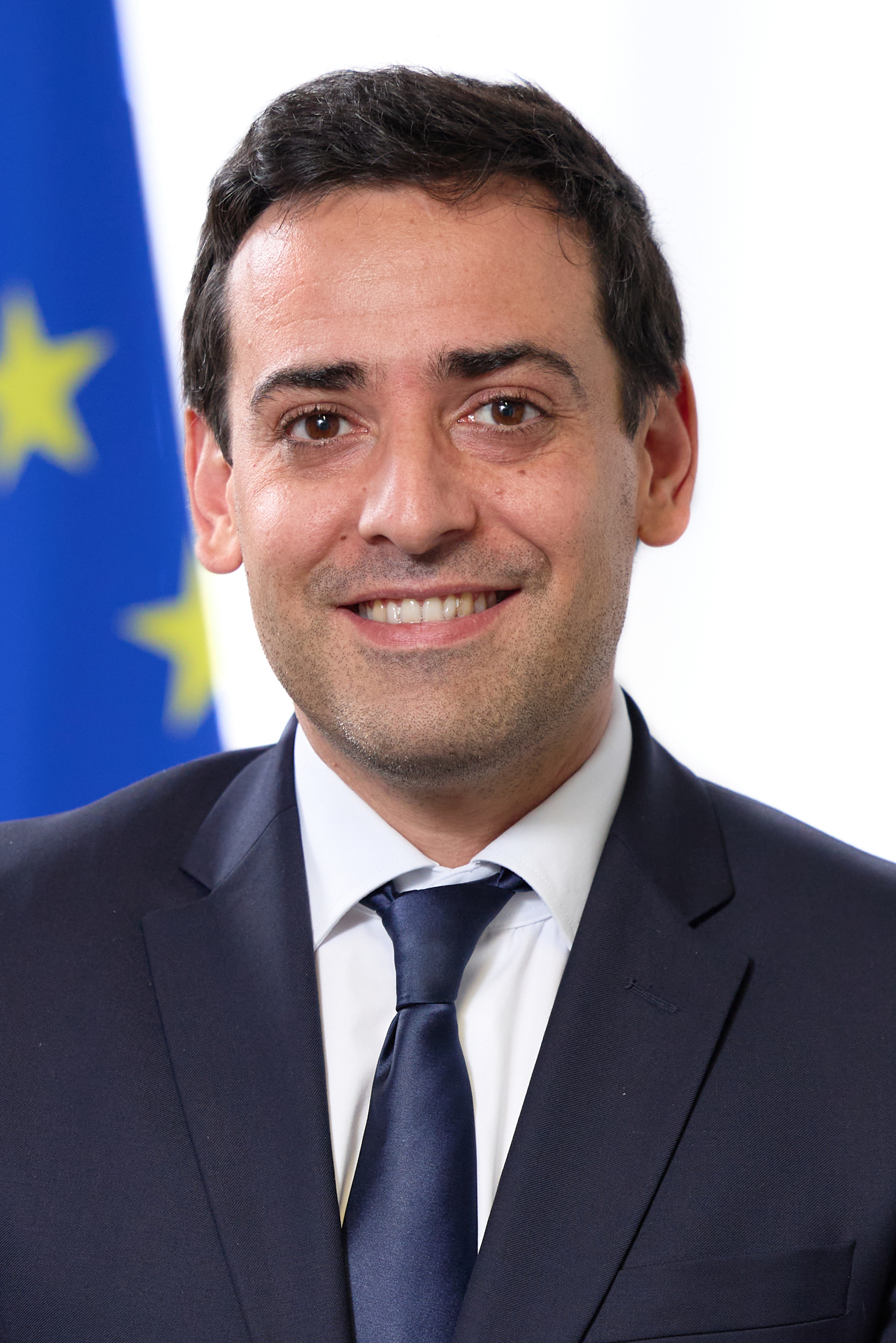
Stéphane Séjourné (2024)
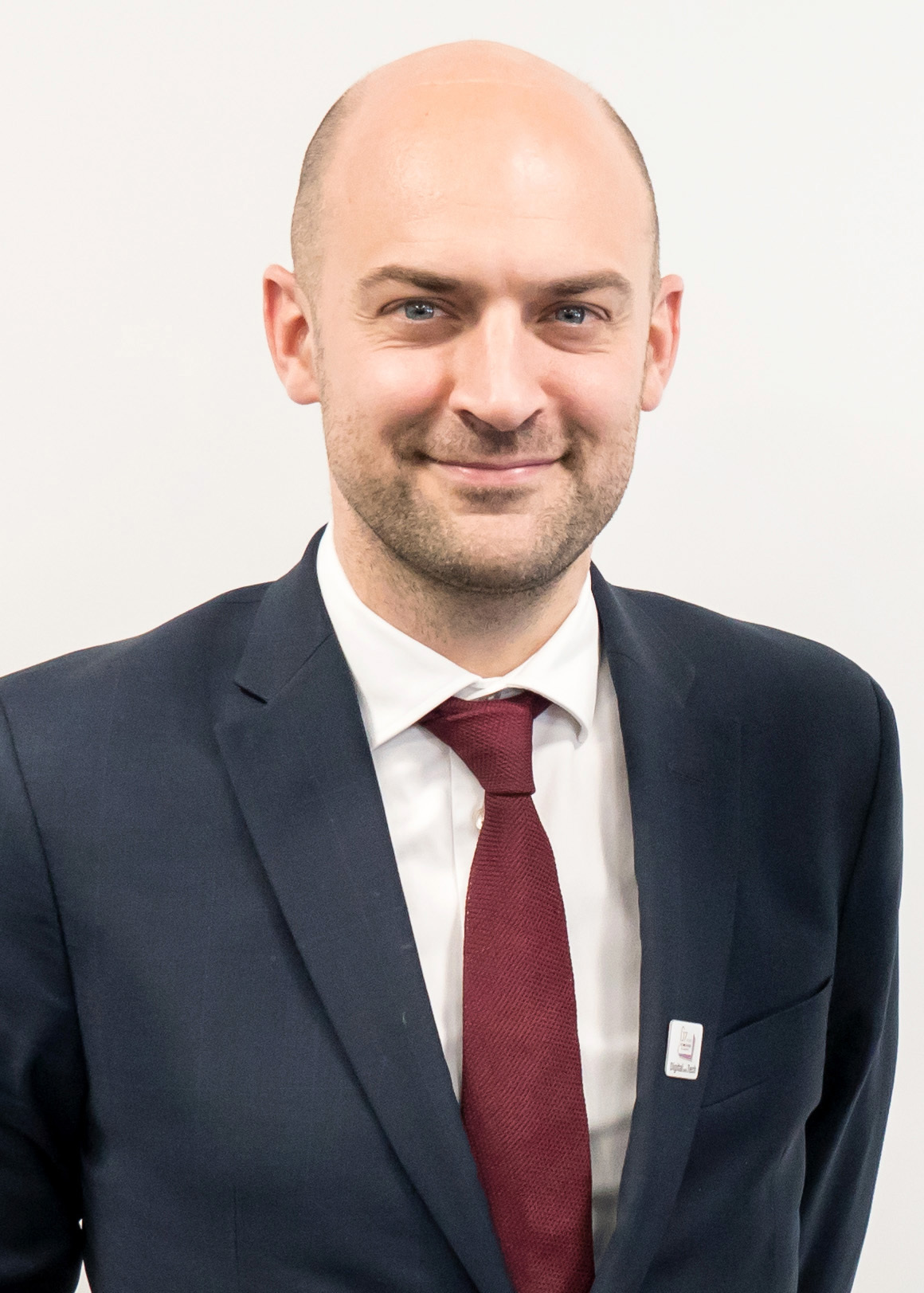
Jean-Noël Barrot (depuis 2024)

## Statistiques

### Ministres des Affaires étrangères et chef du Gouvernement sous laIVeRépublique
Sur neuf titulaires du portefeuille des Affaires étrangères, sept ont été présidents du Conseil : un l'a été avant d'accéder à Matignon (Antoine Pinay) ; un est devenu président du Conseil après son passage au Quai d'Orsay (René Pleven) ; un a été ministre des Affaires étrangères avant et après son passage Matignon (Edgar Faure) ; un a cumulé les deux fonctions (Léon Blum) ; un est passé au Quai d'Orsay avant puis l'a cumulé durant son passage à Matignon (Pierre Mendès France) ; un a cumulé les deux fonctions puis a été ministre des Affaires étrangères après (Robert Schuman); un a été au Quai d'Orsay avant, pendant et après son passage à Matignon (Georges Bidault).

### Ministres des Affaires étrangères et chef du Gouvernement sous laVeRépublique
En 2024, sept ministres des Affaires étrangères sur vingt-quatre (début décembre 2024) ont été également Premiers ministres : trois l'ont été avant d'accéder à Matignon (Maurice Couve de Murville, Dominique de Villepin et Michel Barnier) ; trois l'ont été après avoir été Premier ministre (Michel Debré, Laurent Fabius, Jean-Marc Ayrault) ; un l'a été avant et après avoir dirigé le gouvernement (Alain Juppé).
Le ministère des Affaires étrangères a été dirigé deux fois par une femme : sous Michèle Alliot-Marie (2010-2011) et sous Catherine Colonna (2022-2024).